# Mercedes-Benz W 242/W 246
| Sonstige Messwerte            |                                    |
| Sterne im Euro-NCAP-Crashtest | Fünf Sterne im Euro-NCAP-Crashtest |

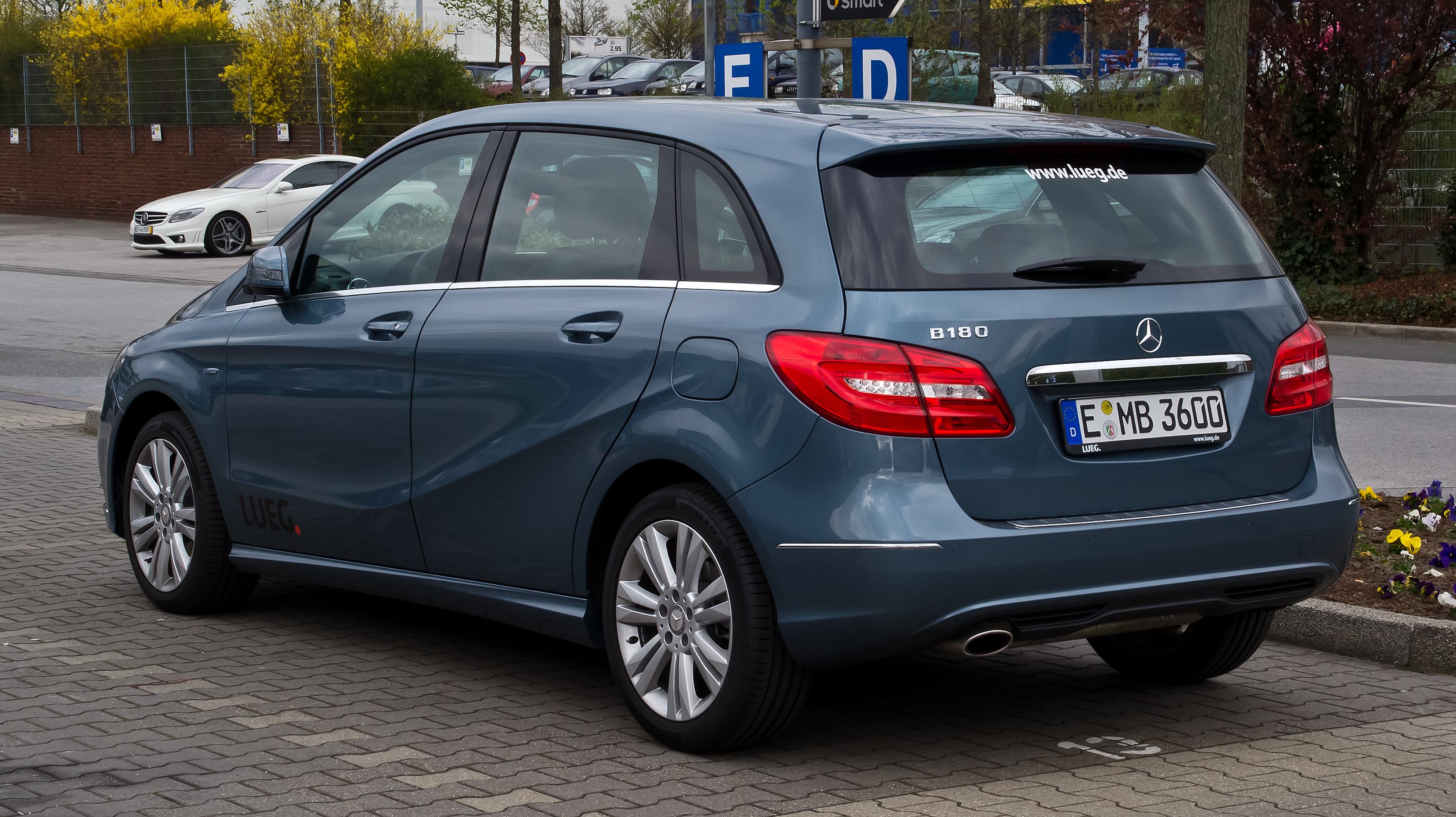
Heckansicht

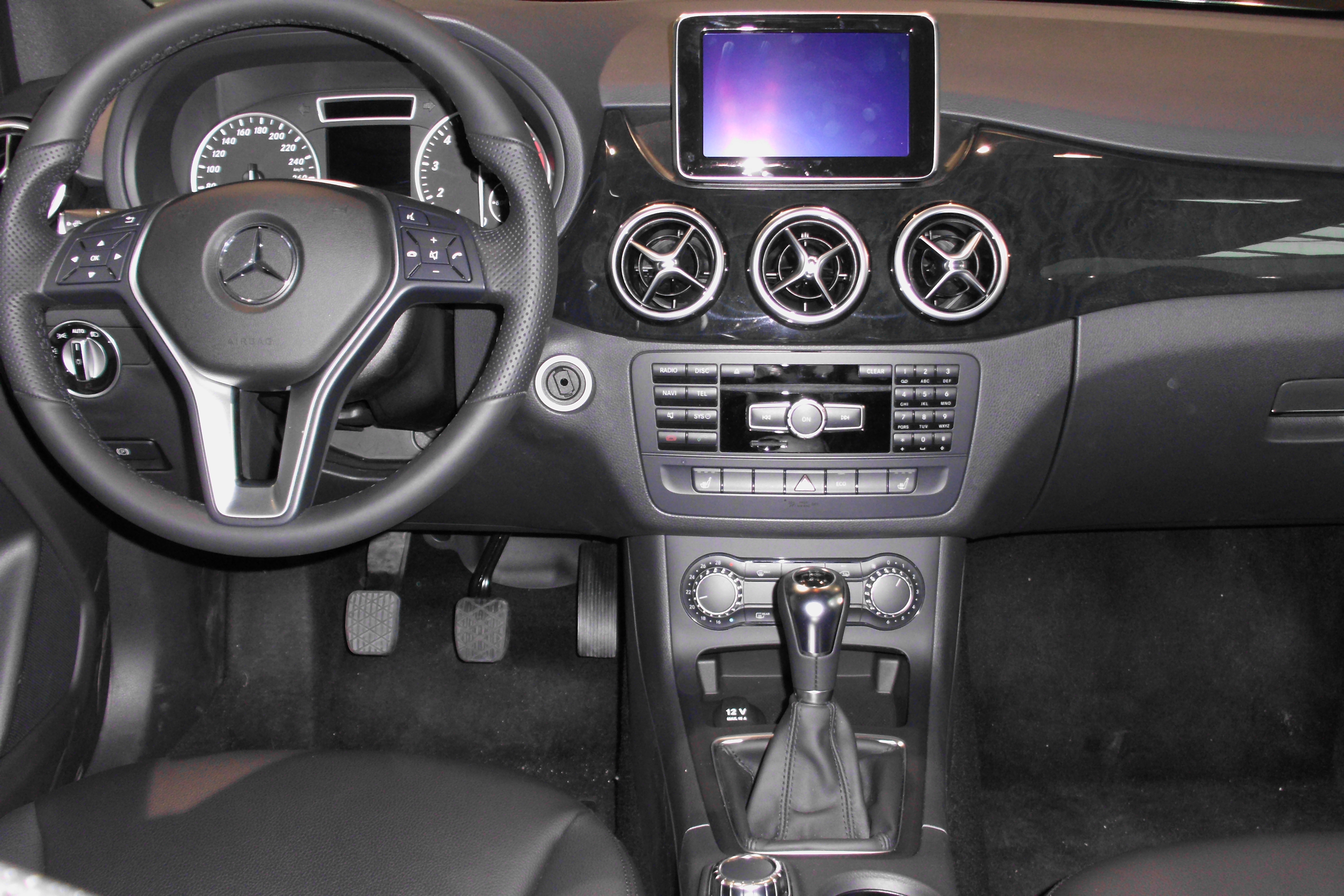
Innenraum

Der Mercedes-Benz W 246 ist ein Kompaktvan des deutschen Automobilherstellers Daimler (heute Mercedes-Benz Group), der unter der Marke Mercedes-Benz vertrieben wird. Produktionsbeginn war am 27. September 2011 im Mercedes-Benz-Werk Rastatt begonnen hat und dessen europaweite Markteinführung am 19. November 2011 erfolgte. Seit 2012 wird der Van auch im ungarischen Kecskemét hergestellt. Er stellt die zweite Generation der B-Klasse dar und löst somit den Mercedes-Benz T 245 ab. Erstmals gezeigt wurde der W 246 auf der 64. IAA 2011 in Frankfurt.
Die Elektroversion der B-Klasse (intern: W 242), genannt „Electric Drive“, wurde seit dem 11. April 2014 produziert und in den USA angeboten. Zwischen November 2014 und August 2017 war diese auch in Deutschland erhältlich.
Die Variante mit erdgasbetriebenem Ottomotor verwendete ebenfalls die Karosserie des W 242, erkennbar an den verbreiterten Radhäusern. Im ursprünglich für die Batterie vorgesehenen Einbauraum wurden drei Gastanks in Komposit-Bauweise untergebracht. Der Benzintank des Fahrzeugs wurde auf 12 l verkleinert.
Am 22. November 2014 wurde die überarbeitete Version der B-Klasse eingeführt. Das Nachfolgemodell W 247 wurde im Oktober 2018 auf dem Pariser Autosalon vorgestellt.

## Design

### Exterieur
Die Grundform der Karosserie wurde beibehalten, jedoch hat sie mehr Sicken und Kanten. An der Front wurden die Scheinwerfer vergrößert. Sie waren auch mit Leuchtdioden erhältlich. Die Kühlermaske ist nicht mehr optisch in die Motorhaube integriert, sondern separat gestaltet, was an den CLS (Baureihe 218) erinnert. Darüber hinaus wurden in den seitlichen Einlässen der Frontschürze auf Wunsch LED-Tagfahrlichtbänder platziert. In der Seitenansicht fallen die nach hinten hin zueinander verlaufenden Sicken an den Flanken auf. Am Heck waren die ebenfalls an Anlehnung an den CLS überarbeiteten Heckleuchten neu. Der Tankdeckel ist – untypisch für Mercedes-Benz – auf der linken Seite.
Mit der Modellpflege Ende 2014 erhielt die B-Klasse leicht überarbeitete Stoßfänger vorne und hinten. Wahlweise waren Voll-LED-Scheinwerfer erhältlich. Das LED-Tagfahrlicht wanderte aus den seitlichen Einlässen der Frontschürze in die Scheinwerfer.

### Interieur
Das Interieur wurde stark verändert. Der W 246 bekam in der Topversion das mit Leder beklebte Dreispeichen-Aluminium-Doppelstreben-Lenkrad aus dem CLS. Ebenfalls neu war das Kombi-Instrument mit einem zentralen 11,4 cm großen Multifunktions-Display und weiterhin zwei analogen Rundinstrumenten, die jeweils ein weiteres kleines Rundinstrument enthalten. An der Instrumententafel ist ein großes Zierelement  angebracht. Das Zentral-Display mit einer Diagonale von 14,7 cm (ab November 2014 optional 17,8 cm) in der Basis und 17,8 cm serienmäßig bei der Wahl des Navigationssystems, das sich über den drei Lüftungsdüsen aus Aluminium befindet, ist in das Instrumententafel-Oberteil integriert, ähnlich wie beim SLS AMG. Unterhalb des Zierelementes mit den Lüftungsdüsen befindet sich eine bis hin zur Armauflage fließende Bedieneinheit, die aus zwei getrennten Abteilen besteht; oben beginnend mit der Bedienung des Radios und des Navigationssystems und darunter die Klimaregler. Die Bedienknöpfe sind aus Aluminium gefertigt. Der Schalthebel entfällt bei Modellen mit dem Doppelkupplungsgetriebe, die Handbremse wurde bei allen Modellen durch eine elektrische Parkbremse ersetzt, so dass sich an deren Stelle nun zwei Staufächer befinden. Die Bedienung des Radios und Navigationssystems erfolgt über einen sich vor der Mittelarmlehne befindenden Dreh- und Drückknopf.

## Ausstattung und Pakete

### Serienausstattung
Die B-Klasse hat in der Basisversion Antriebsschlupfregelung (ASR), Antiblockiersystem (ABS), Bremsassistent (BAS), Fahrdynamikregelung (ESP), ein Sechsgang-Schaltgetriebe mit Eco Start-Stopp-Funktion und Schaltpunktanzeige sowie eine servounterstützte Parameterlenkung. Die schwächeren Modelle B 180 und B 180 CDI haben Stahlräder in der Dimension 195/65 R 15 mit Radzierblenden mit zehn Löchern; die übrigen Modelle rollen auf Rädern im Format 205/55 R 16 mit den gleichen Radzierblenden. Sicherheitsausrüstungen der B-Klasse sind das Kollisionswarnungssystem Collision Prevention Assist, der Müdigkeitswarner Attention Assist und sieben Airbags.
Die B-Klasse hat ein dreispeichiges Multifunktionslenkrad, das sowohl in der Höhe als auch in der Weite verstellbar ist, sowie Dreipunktsicherheitsgurte auf allen Plätzen und eine umklappbare Rückbank. Ferner war eine Klimaanlage serienmäßig, wärmedämmendes Grundglas, vierfach elektrische Fensterheber und das Radio Audio 20 CD mit CD-Player. Das Farbdisplay hat eine Diagonale von 14,7 Zentimetern und eine Bluetooth-Schnittstelle mit Freisprechfunktion, einen Aux-in Anschluss (in der Mittelkonsole), eine Telefontastatur sowie sechs Lautsprecher. Bedient wird das Audio 20 CD über einen Controller auf der Mittelkonsole. Außerdem hat das Basismodell beheizbare und elektrisch einstellbare Außenspiegel, eine beheizbare Heckscheibe sowie LED-Tagfahrlicht.

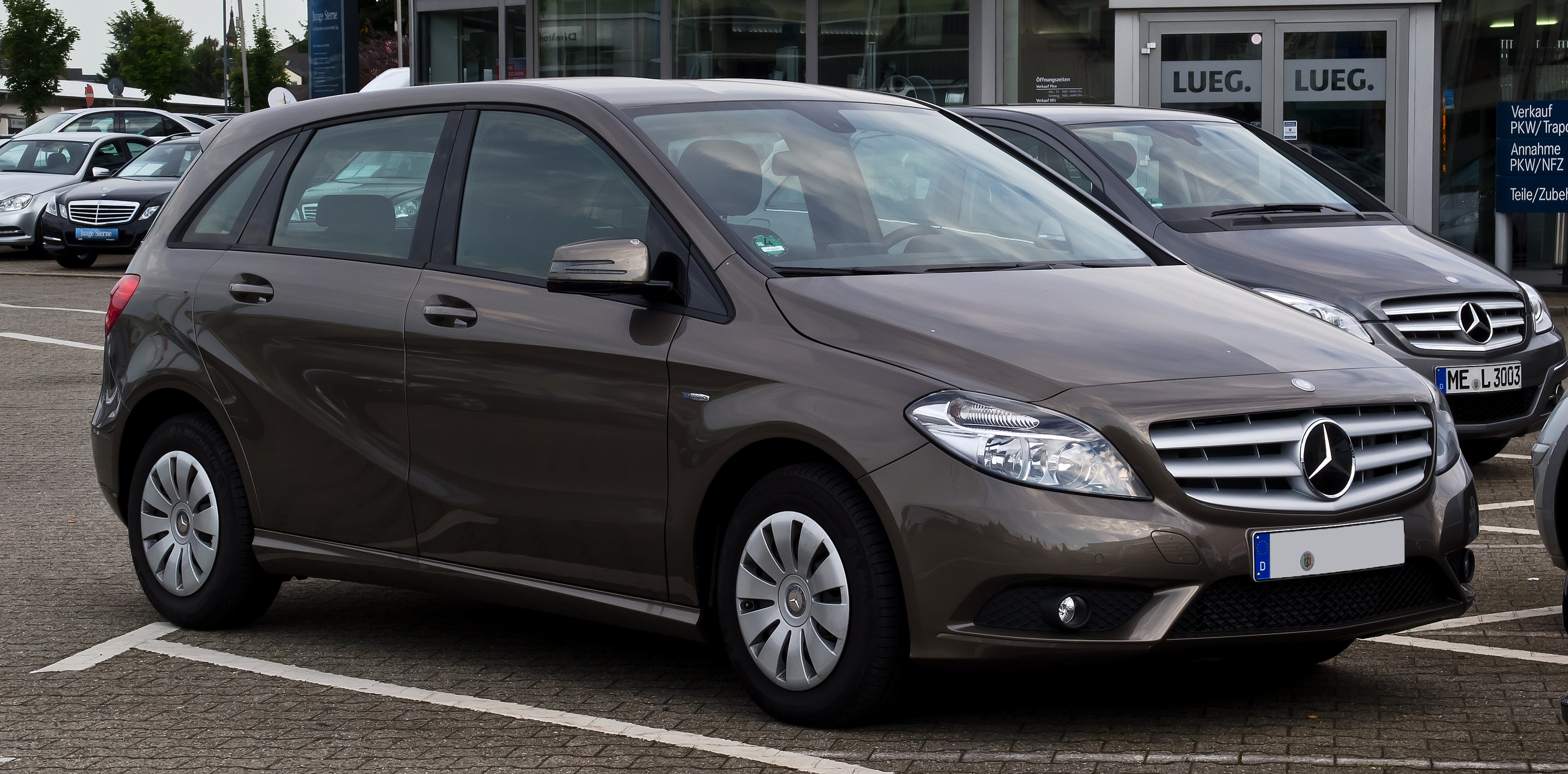
Mercedes-Benz B 180 CDI BlueEFFICIENCY (2011–2012)
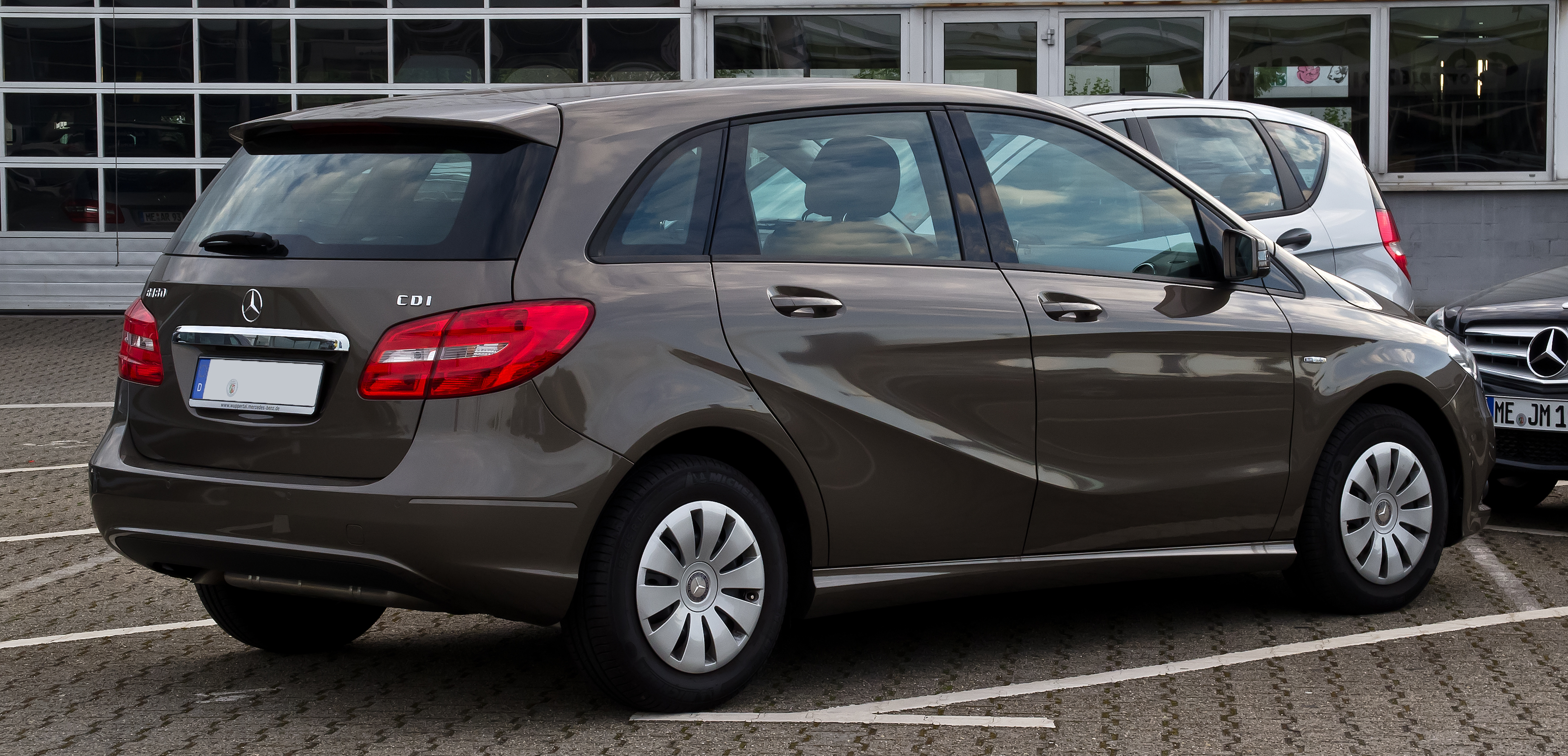
Heckansicht

### Sonderausstattung
Als Sonderausstattung standen unter anderem das automatisierte 7-Gang-Doppelkupplungsgetriebe 7G-DCT, ein Tempomat mit variabler Geschwindigkeitsbegrenzung Speedtronic mit Bremseingriff, Sitzheizung für Fahrer und Beifahrer, teilweise oder ganz mit Leder bezogene Sitze, ein Lederlenkrad, die 2-Zonen-Klimatisierungsautomatik Thermatic, ab der B-Säule abgedunkelte Scheiben und ein Panorama-Schiebedach in der Preisliste. Weiterhin wurden Bi-Xenon-Scheinwerfer, das Intelligent Light System, Nebelscheinwerfer (nur bei serienmäßigen Reflexionsscheinwerfern), das integrierte Navigationssystem Becker Map Pilot, dessen Wiedergabe über das serienmäßige Display zwei-, teilweise sogar dreidimensional erfolgt, das in 3D wiedergebende Multimedia-System Comand Online, das die Sprachsteuerung Linguatronic enthält, das Surround-Soundsystem Harman Kardon Logic 7 mit zwölf Lautsprechern und einer Leistung von 450 Watt, Sidebags im Fond, das Insassenschutzsystem Pre-Safe, der Abstandsregeltempomat Distronic Plus, ein Aktiver Park-Assistent inklusive Parktronic, das Innenraumvariabilitätssystem Easy-Vario-Plus und eine Rückfahrkamera angeboten. Mit dem Modelljahr 2013, das ab Juli 2012 begann, waren beleuchtete Einstiegsschienen und eine Standheizung inklusive Fernbedienung erhältlich.

### Linien
Mit der Modellpflege Ende November 2014 wurden bei der B-Klasse folgende drei Linien eingeführt und das Modellprogramm damit an das der anderen Kompaktklasse-Modelle der Marke angepasst:

#### Style
Im Vergleich zum Basismodell erhielten Modelle in der Linie Style einen Kühlergrill mit zwei Lamellen, die in Iridiumsilber lackiert sind und Chromeinlagen haben. Die Bordkantenzierstäbe sind in dieser Ausstattungslinie in Chrom gehalten. Am Heckstoßfänger ist eine zusätzliche Chromzierleiste angebracht. 10-Speichen-Leichtmetallräder in 16 Zoll gehören zum Serienumfang. Außerdem ist an diversen Stellen wie am Lenkrad, Schalthebel oder den Lüftungsdüsen Silberchrom angebracht.

#### Urban
Charakteristika der Ausstattungslinie Urban sind die in den Stoßfänger integrierte zweiflutige Abgasanlage mit trapezförmigen Edelstahl-Endrohrblenden, Bordkantenzierstäbe in Chrom, ein in Iridiumsilver und mit Chrom bestückter Doppellamellen-Kühlergrill sowie 17-Zoll-Leichtmetallräder mit fünf Doppelspeichen. Die Sitzbezüge dieser Linie sind teilweise aus Kunstleder, dazu hat diese Linie ein Multifunktions-Lederlenkrad sowie Lederschalthebel, ein geändertes Kombiinstrument mit silberfarbenen Rundinstrumenten und roten Zeigern. Außerdem sind an diversen Stellen Kontrastziernähte sowie Silberchrom angebracht.

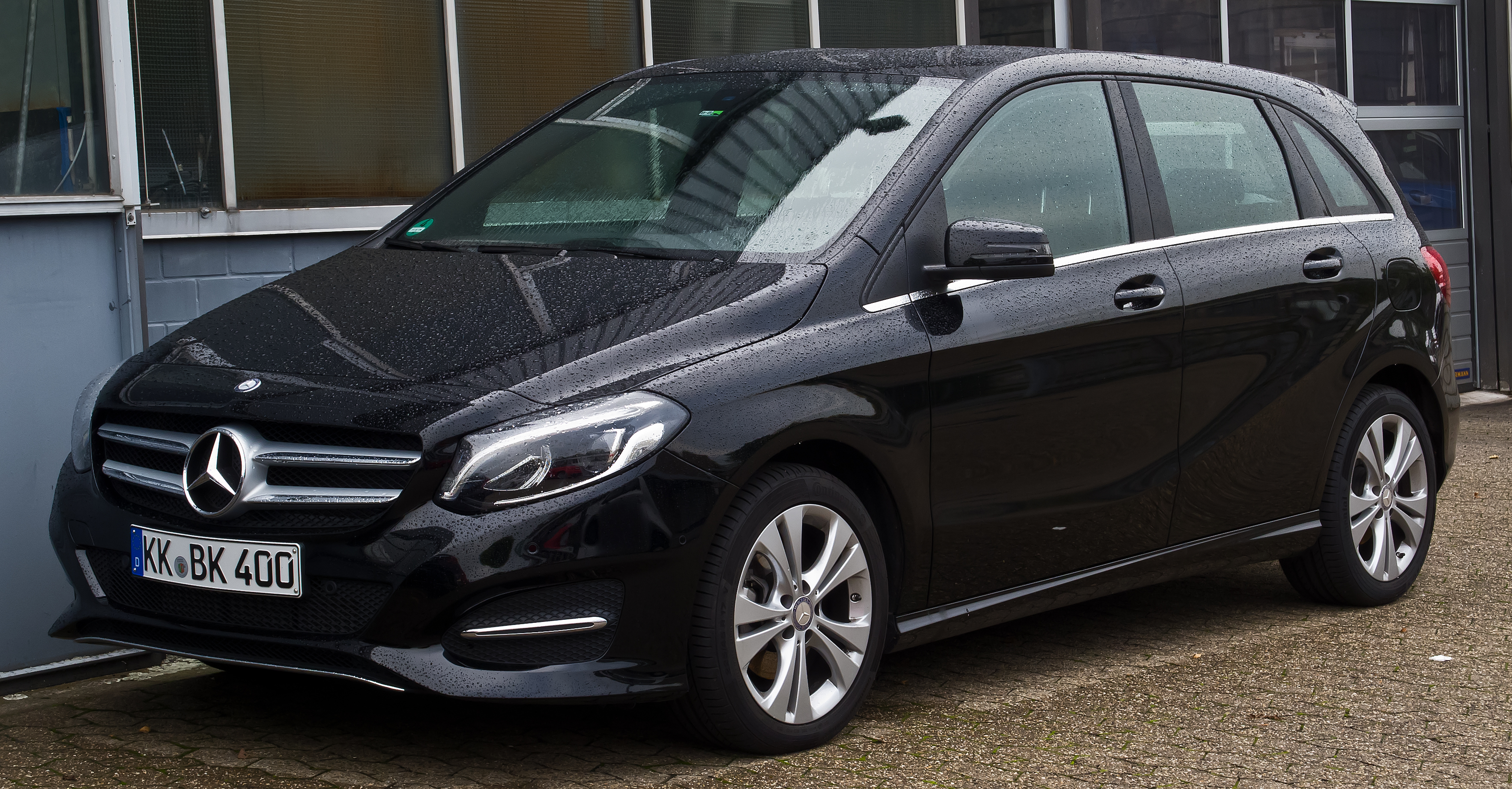
Mercedes-Benz B 180 Urban (seit 2014)
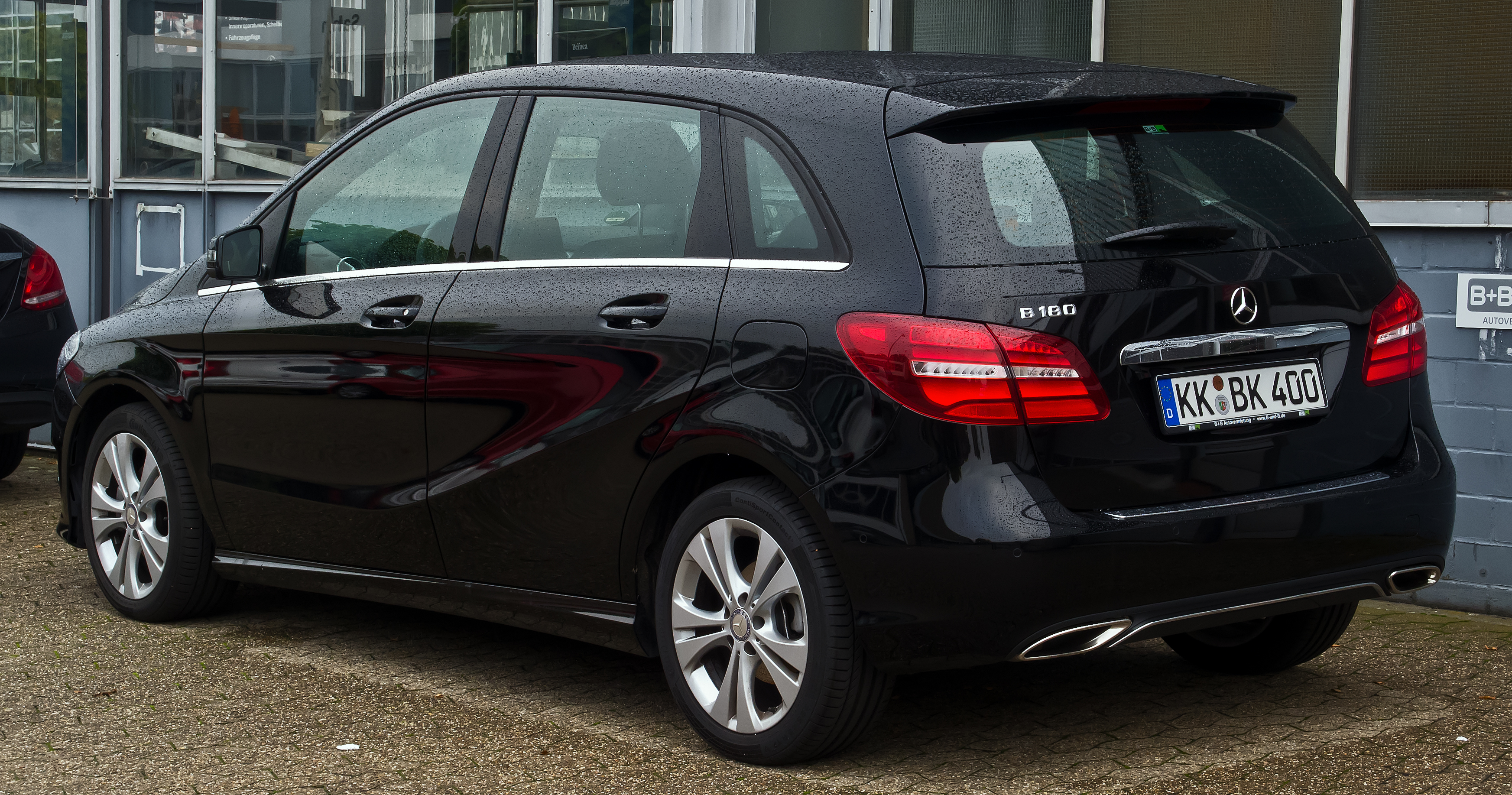
Heckansicht

#### AMG Line
Die höchste Ausstattungslinie AMG Line ist durch AMG-Front-, Seiten- und Heckschürzen, titangraue 18-Zoll-AMG-Leichtmetallräder mit fünf Doppelspeichen, einen in Iridiumsilber lackierten und zum Teil verchromten Doppellamellen-Kühlergrill, eine zweiflutige Abgasanlage mit trapezförmigen Edelstahl-Endrohrblenden gekennzeichnet. Außerdem wurde hier ein Sportfahrwerk mit tiefergelegter Karosserie sowie eine Direktlenkung eingebaut. Die Bremsscheiben sind gelocht, der Bordkantenzierstab ist in Chrom gehalten. Die Sitzbezüge dieser Linie sind teilweise aus Kunstleder und haben rote Kontrastziernähte, das Multifunktions-Sportlenkrad ist unten abgeflacht und wie der Schalthebel beledert und mit roten Kontrastziernähten versehen. Das Kombiinstrument wurde mit silberfarbenen Rundinstrumenten und roten Zeigern verändert. Schließlich enthält die AMG Line eine Sportpedalanlage und an diversen Stellen rote Kontrastziernähte sowie Silberchrom.

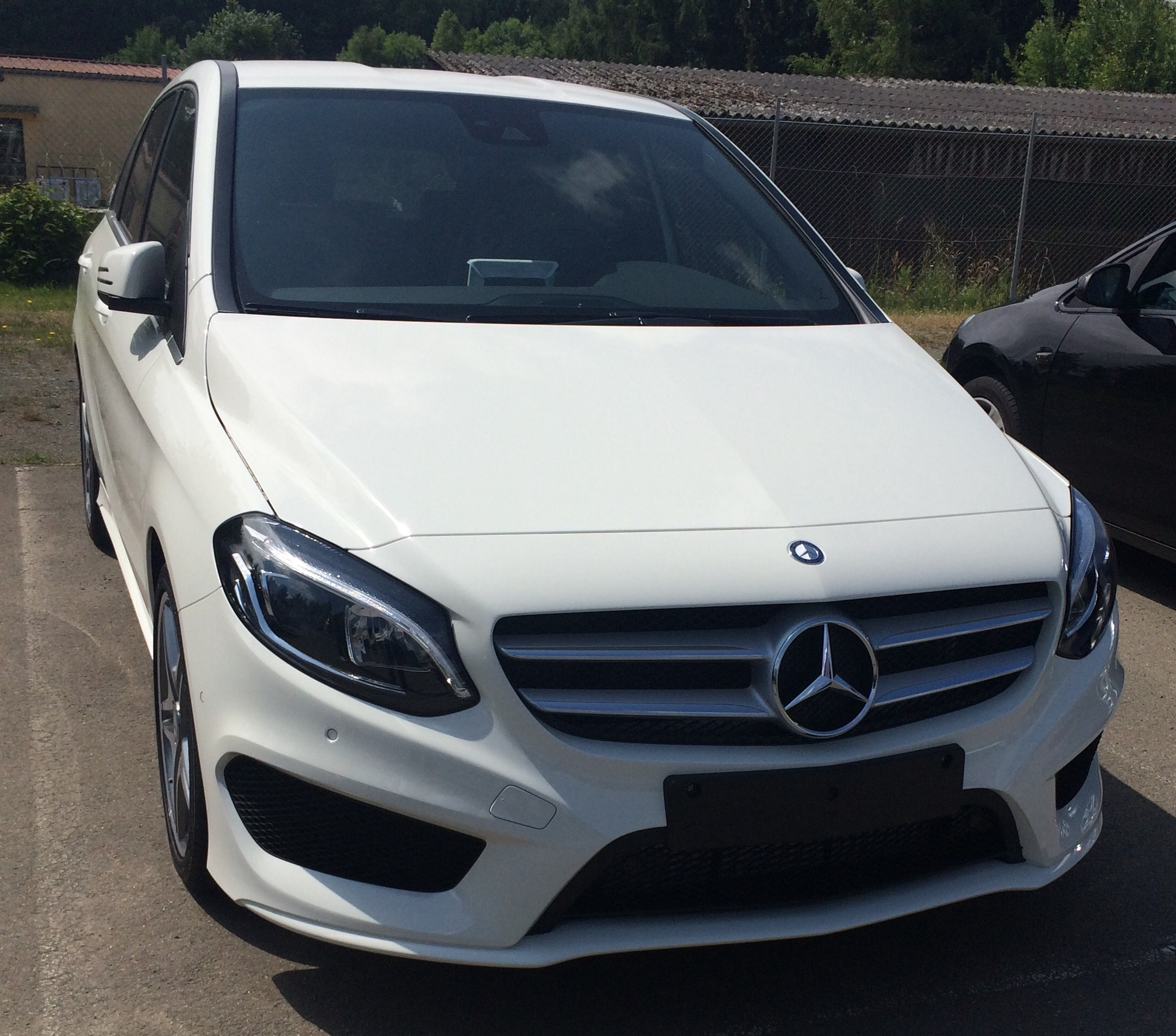
AMG Line (2015)
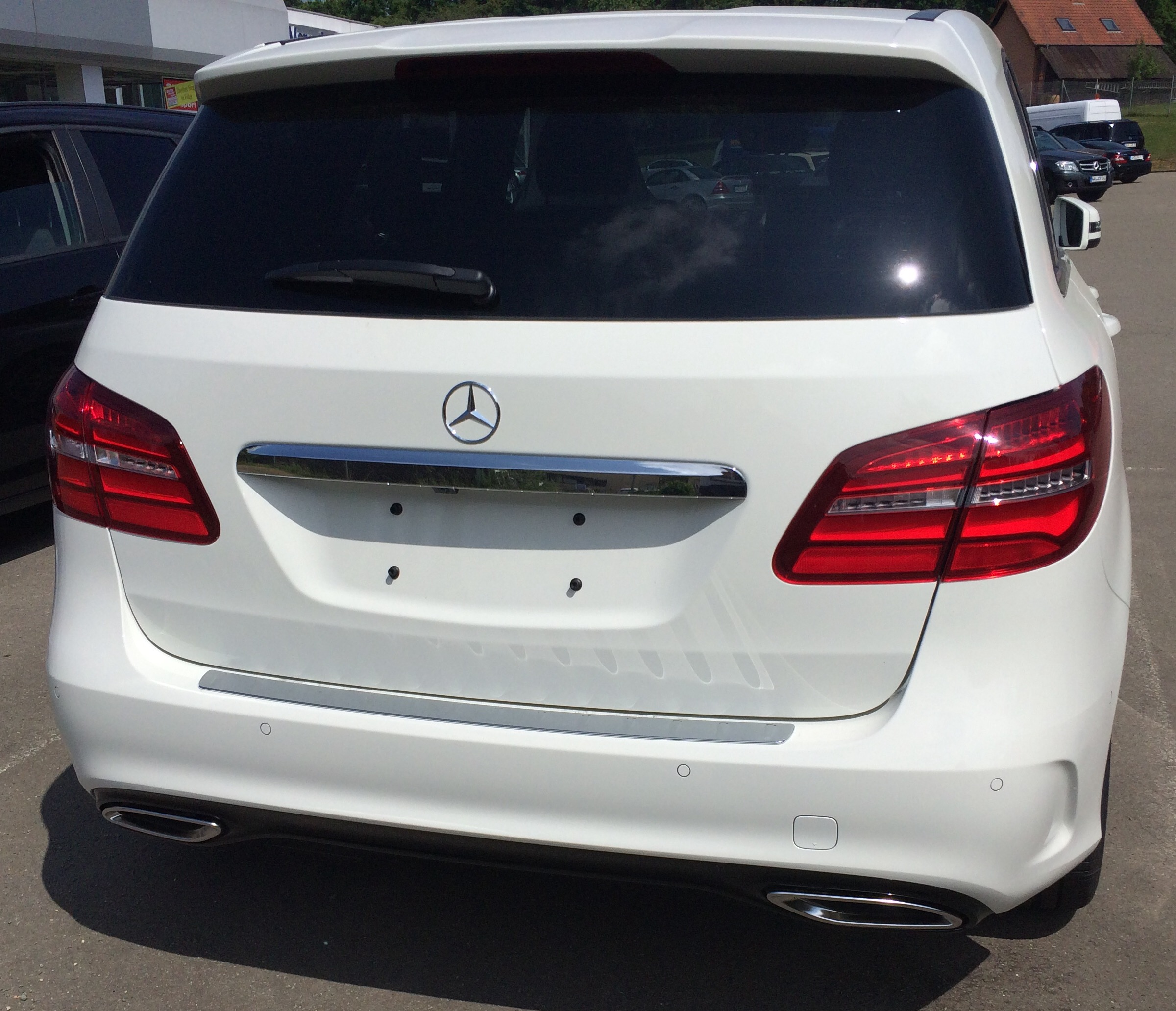
AMG Line (2015)
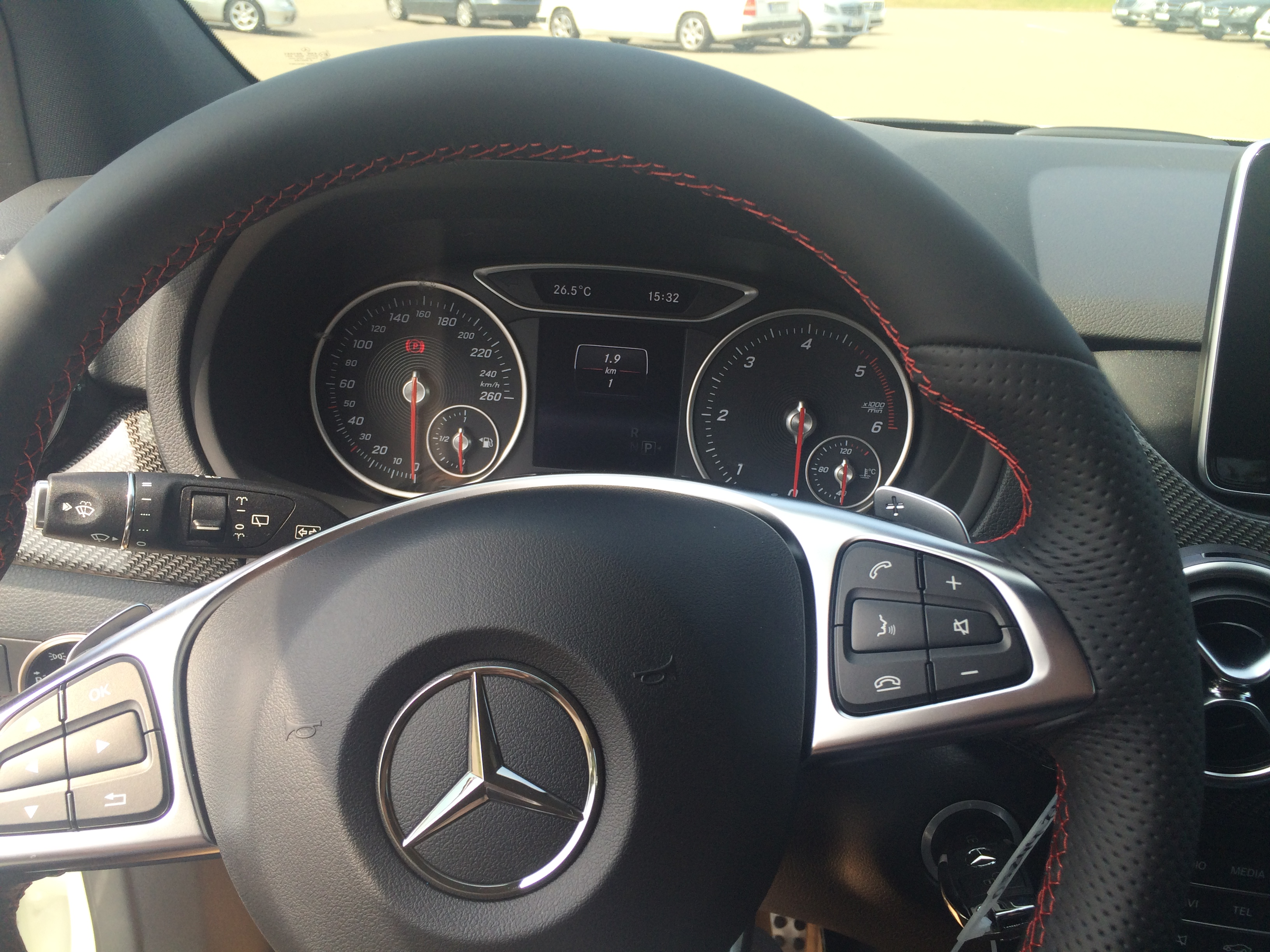
AMG Line Interieur (2015)
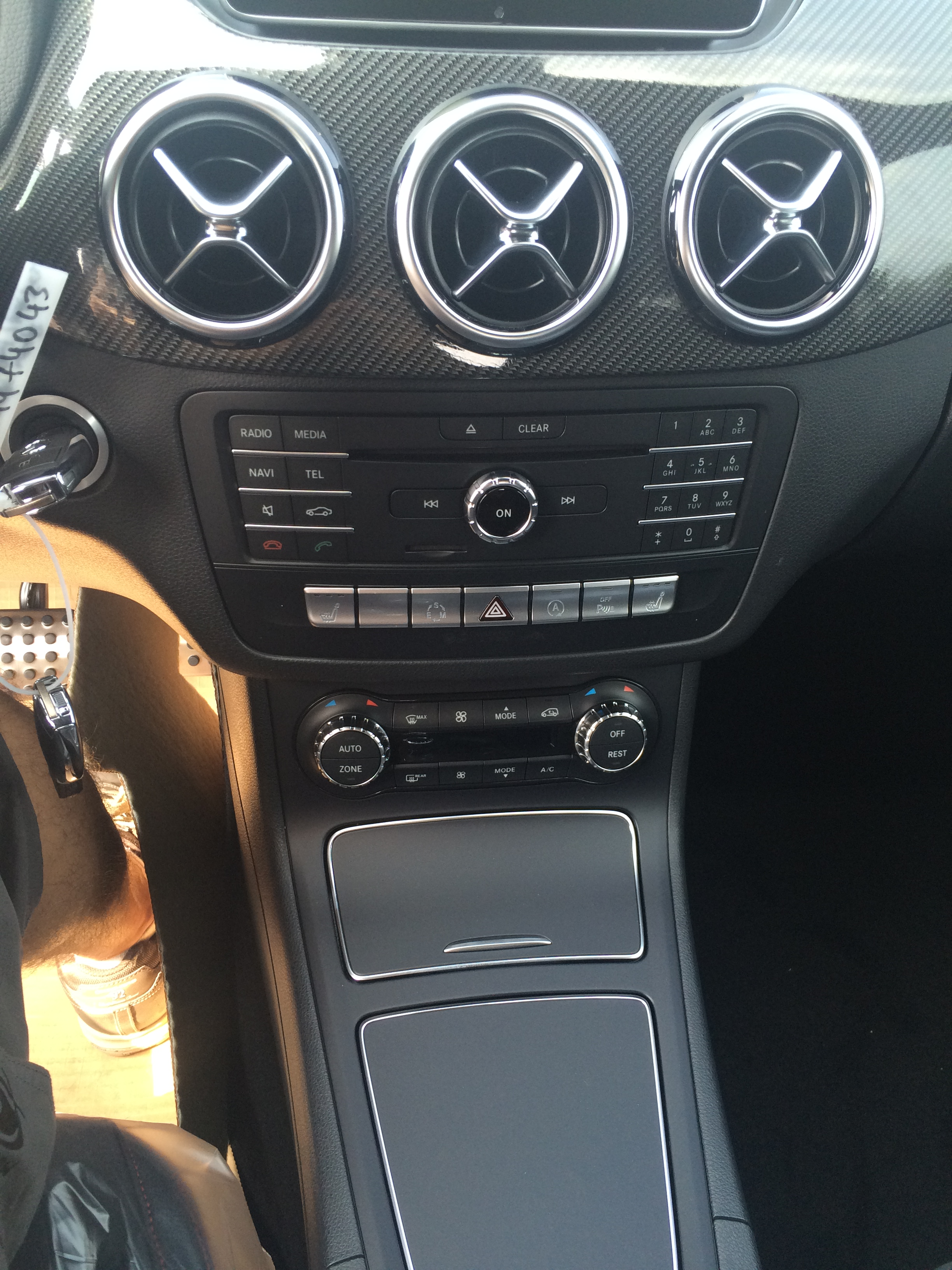
AMG Line Interieur (2015)

### Pakete und Sondermodell

#### Chrom-Paket(2011–2014)
Das Chrom-Paket zeichnete sich durch einen 3-Lamellen-Kühlergrill in Brillantsilber mit Chromapplikationen, Chromapplikationen an den Stoßfängern, einen verchromten Ladekantenschutz sowie durch ein Tagfahrlicht mit Chromring und Bordkantenzierstäbe in Chrom aus. Im Innenraum sind die Lüftungsdüsen in Silberchrom gehalten, ebenso verfügt der Schalthebel über Applikationen in Chrom. Der Controller verfügt über einen silbernen Chromring. Zusätzlich beinhaltet das Paket eine zweite 12-Volt-Steckdose im Fond und Sonnenblenden mit beleuchteten Spiegeln. Es war nicht zusammen mit dem Sport-Paket oder dem Night-Paket erhältlich.

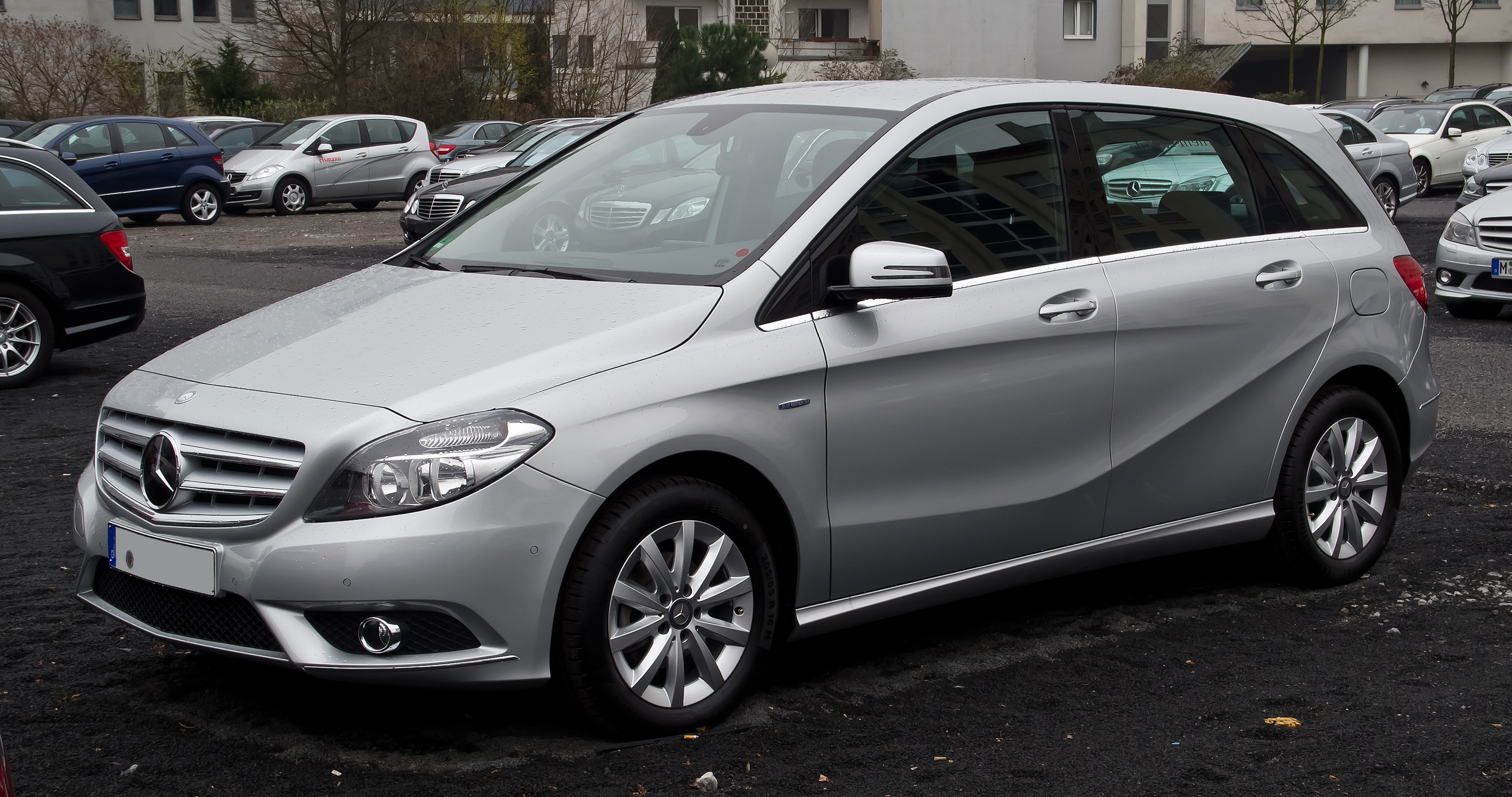
Mercedes-Benz B 180 BlueEFFICIENCY Chrom-Paket (2011–2012)
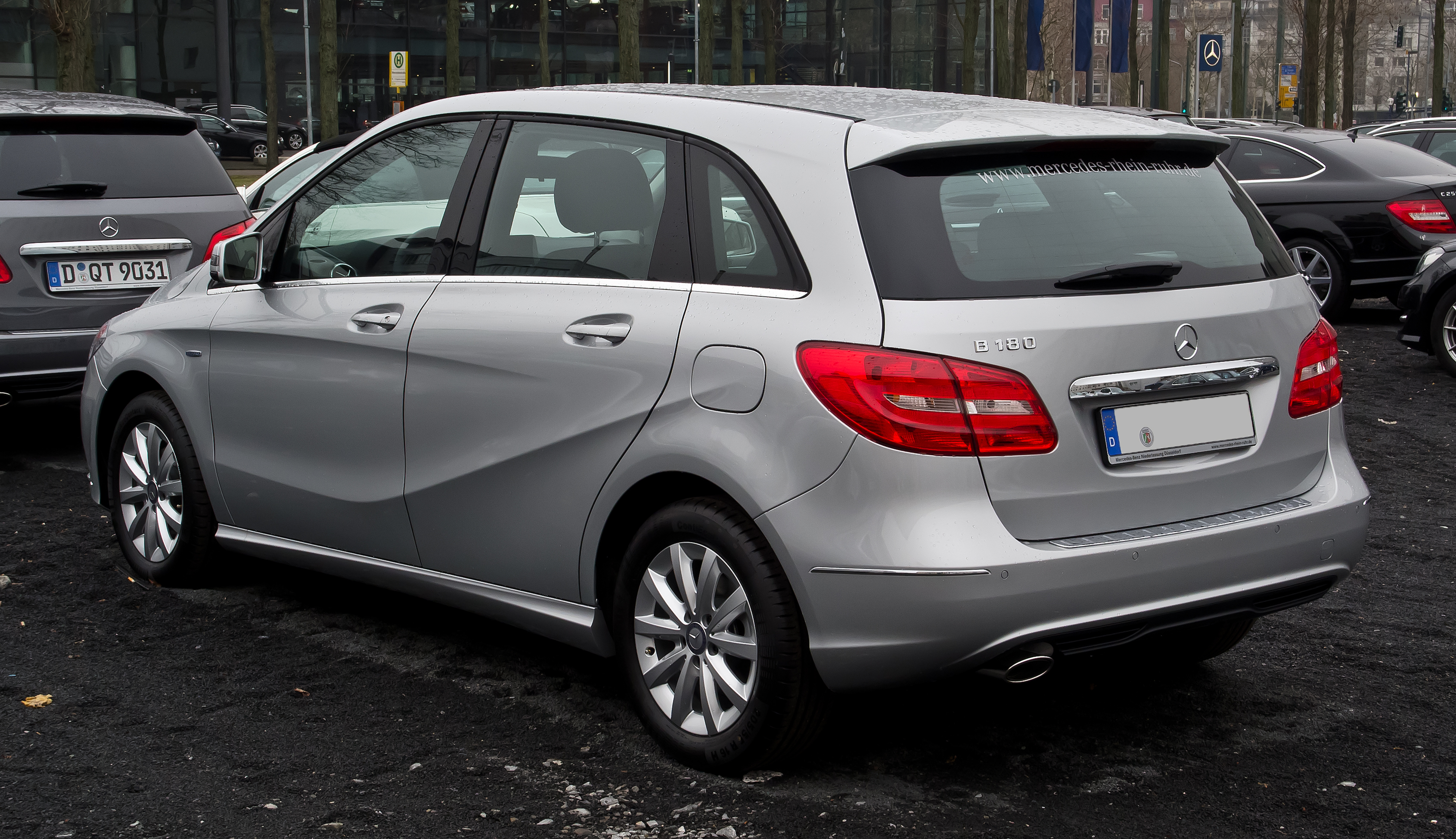
Heckansicht

#### Night-Paket
Das Night-Paket besteht aus einem Kühlergrill mit Doppellamellen in schwarz mit Chromzierstäben, Stoßfänger ohne Chromapplikationen, Dachzierstäbe, die in glänzendem Schwarz gehalten sind, ab der B-Säule abgedunkelte Scheiben sowie durch schwarz lackierte und glanzgedrehte 18-Zoll-Leichtmetallräder in der Dimension 225/40 mit fünf Doppelspeichen. Es war nur in Verbindung mit Sport-Paket und Bi-Xenon-Scheinwerfern oder Intelligent Light System erhältlich. Das Interieur gleicht dem des Sport-Pakets und die Außenspiegel sind schwarz lackiert.

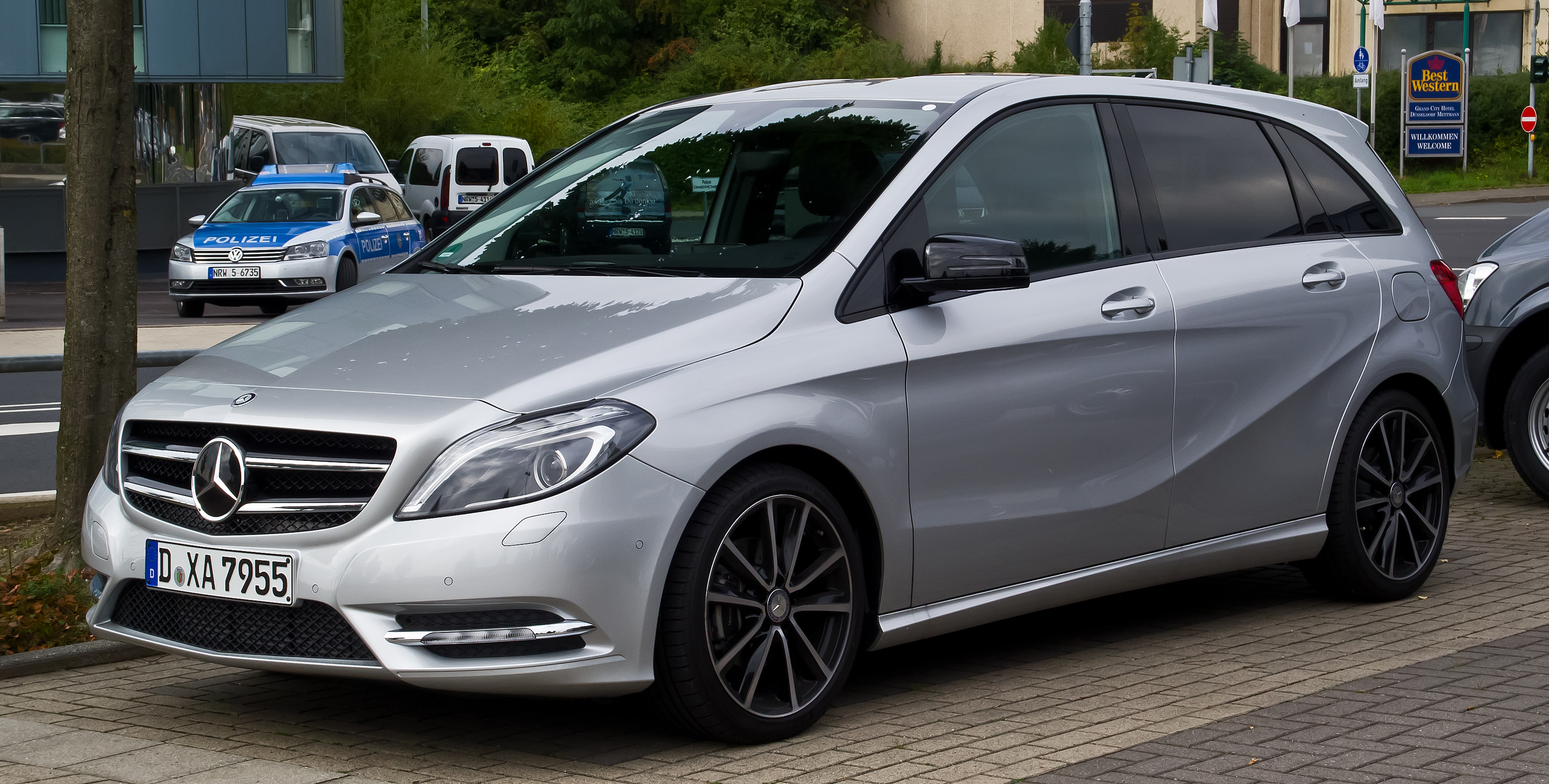
Mercedes-Benz B 180 CDI Night-Paket (2011–2014)

#### Sport-Paket(2011–2014)
Das Sport-Paket verfügte über das Chrompaket, einen Doppellamellen-Kühlergrill in Brillantsilber mit Chromapplikationen, veränderte Stoßfänger, bei Modellstart eine und ab Modelljahr 2013 zwei ovale, aus Edelstahl gefertigte Endrohrblenden, sowie über vorn gelochte Bremsscheiben. Besondere Charakteristika des Sport-Pakets sind das Sportfahrwerk mit selektivem Dämpfungssystem, auf Wunsch auch ein Komfort-Fahrwerk, sowie die Direktlenkung und 17 Zoll große Leichtmetallräder in der Größe 225/45 mit fünf Speichen. Fahrzeuge mit diesem Paket haben unter anderem teilbelederte Sitze, Zierelemente in Wabenoptik silbern und einen belederten Schalthebel. Weiterhin kamen diverse Chromapplikationen zum Einsatz sowie ein beledertes Türmittelfeld.

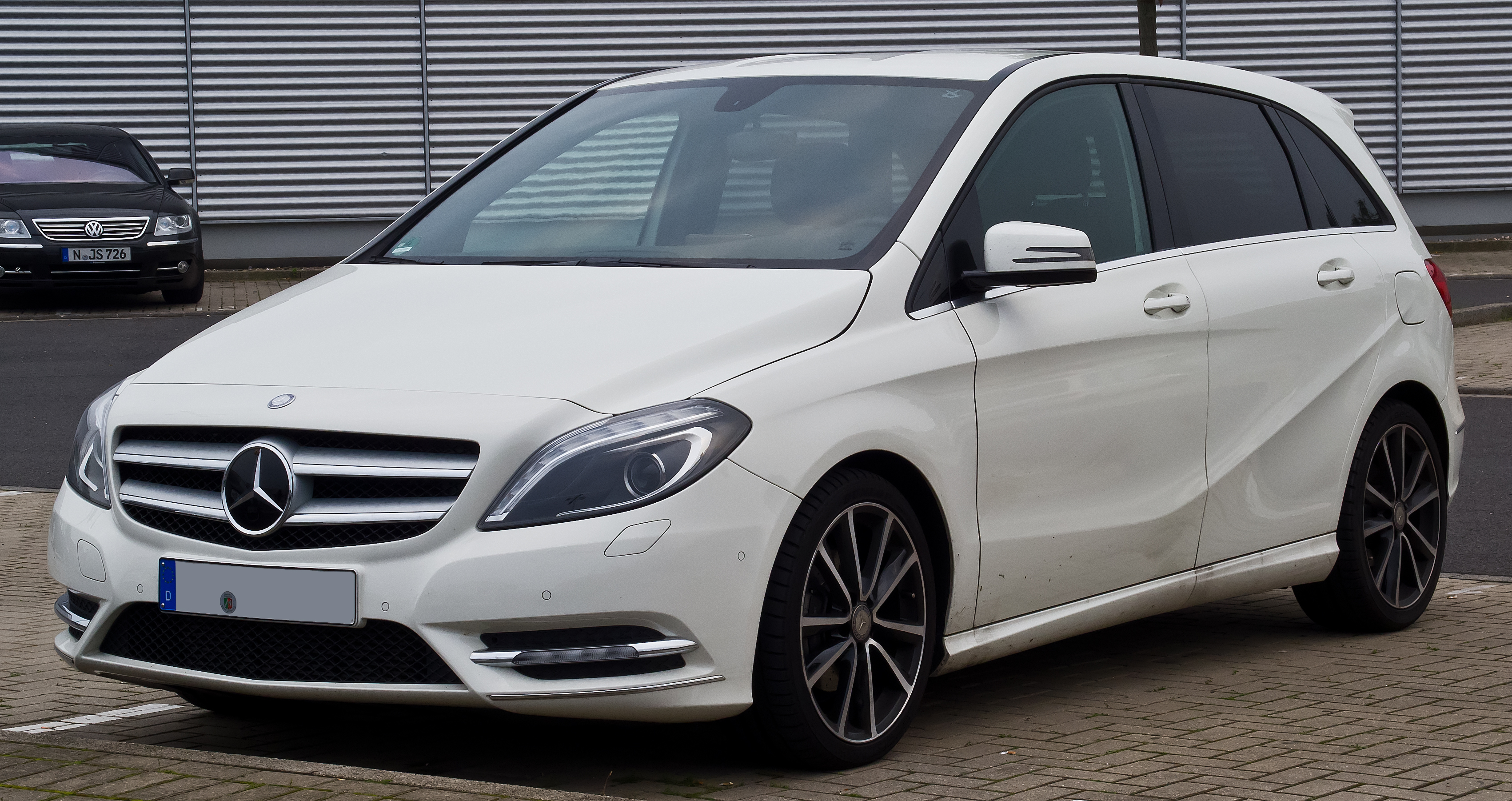
Mercedes-Benz B 180 CDI Sport-Paket (2012–2014)
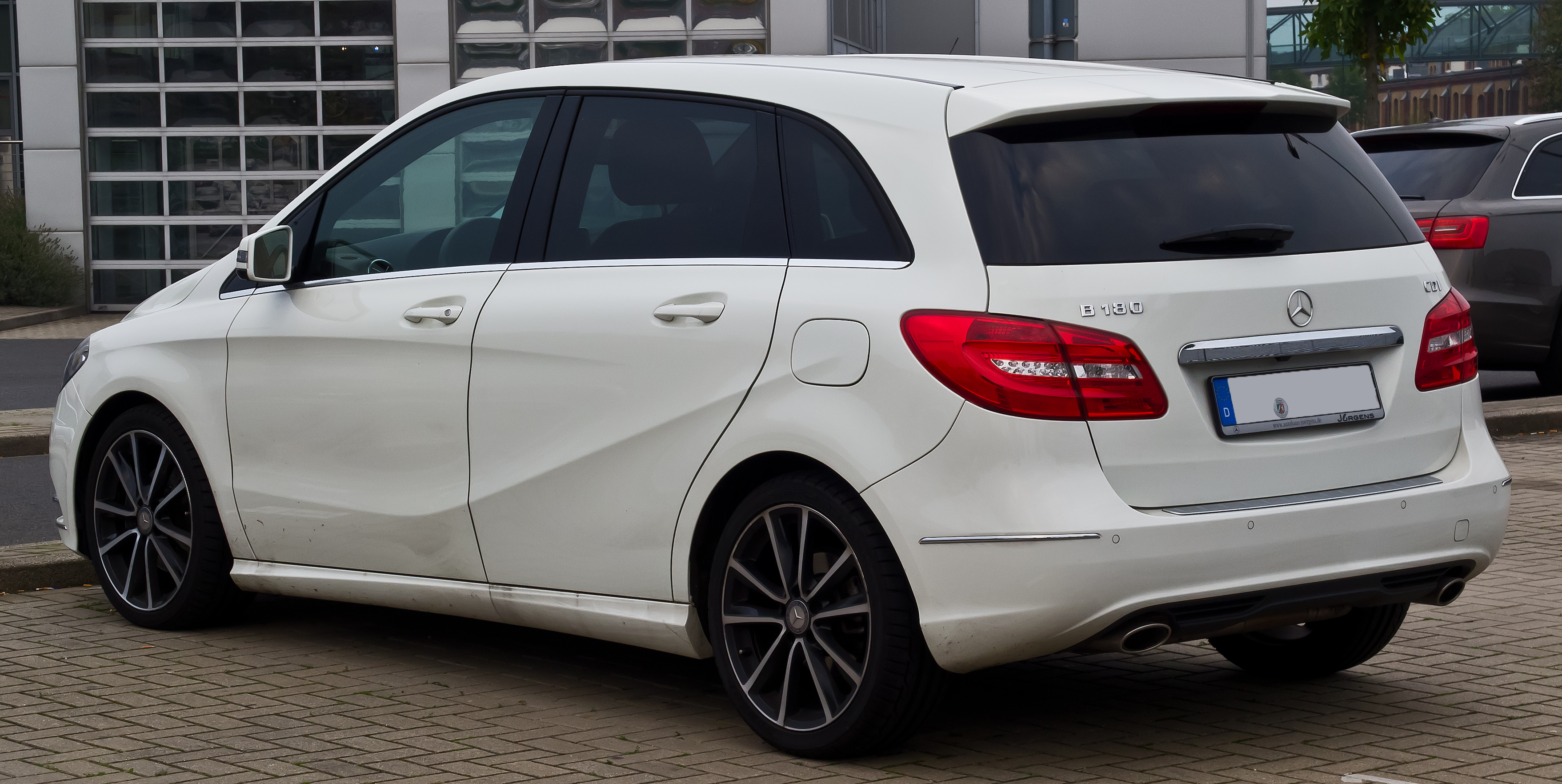
Heckansicht

#### Exklusiv-Paket
Das Exklusiv-Paket hebt sich durch serienmäßige Ledersitze sowie durch eine in Kunstleder belederte Instrumententafel und Zierelemente in Wurzelholz braun oder Esche schwarz von den übrigen Modellen und Paketen ab. Weiterhin haben Modelle mit diesem Paket ein beledertes, mit einer Chromspange bestücktes Lenkrad, einen belederten Wählhebel mit Chromring sowie eine Sitzheizung und Vier-Wege-Lordosenverstellung für die Vordersitze. Es ist nur in Verbindung mit dem Chrom-Paket oder dem Sport-Paket erhältlich.

#### Licht- und Sicht-Paket
Dieses Paket bot unter anderem den Scheibenwischer mit Regensensor, Umfeldbeleuchtung in den Außenspiegeln, zusätzliche Leseleuchten im Fond, Sonnenblenden mit beleuchteten Spiegeln, Fußraumbeleuchtung vorne und hinten sowie eine dimmbare Ambientebeleuchtung.

#### SondermodellEdition 1
Zum Marktstart bis Ende Juni 2012 gab es auf Wunsch das Sondermodell Edition 1, welches das Sport-Paket, Bi-Xenon-Scheinwerfer und ab der B-Säule getönte Scheiben enthielt. Bis Juni 2012 wurde es mit kunstlederbezogenen Sitzen geliefert. Auf technischer Seite gehören eine Rückfahrkamera und ein Tempomat mit variabler Geschwindigkeitsbegrenzung Speedtronic zum Serienumfang dieses Paketes.

## Änderungen während der Modelljahre
Zum Modelljahr 2013 (Juli 2012 bis Juni 2013) entfielen die BlueEFFICIENCY-Plaketten auf den vorderen Kotflügeln. Die Telematik der B-Klasse wurde analog zu der Modellpalette von Mercedes-Benz überarbeitet, so dass die Display-Farbe vom bisherigen beigen Farbton auf Silber umgestellt worden ist. Ferner erhielten Fahrzeuge, die ab diesem Zeitpunkt produziert wurden, einen geänderten Tachometer, der bis 60 km/h nun Zehner-Schritte und darüber Zwanziger-Schritte zeigt (bis 260 km/h).
B-Klasse-Fahrzeuge, die mit dem Chrom-Paket ausgestattet sind, erhielten seitdem keine ovale Endrohrblende mehr. Fahrzeuge mit dem Sport-Paket wurden dagegen mit einer doppelflutigen Abgasanlage mit zwei ovalen Endrohrblenden ausgestattet.
Die bisherige Metalliclackierung Lotosblau wurde zum Dezember 2012 durch das aus der neuen A-Klasse (W 176) bekannte Südseeblau ersetzt.
Nach Kunden- und Medienkritik am zu harten Sportfahrwerk wurde dieses komfortabler abgestimmt. Es wurde nun als Komfortfahrwerk mit Tieferlegung charakterisiert bzw. vermarktet.
Das Modelljahr 2014 brachte erneut einige Änderungen: Seitdem war der B 220 4MATIC erhältlich. Dabei handelte es sich um eine Ausbaustufe des M 270 DE 20 AL mit einer Leistung von 135 kW (184 PS) und Allradantrieb. Weiterhin entfiel die Bezeichnung BlueEFFICIENCY. Beim B 180 CDI mit 6-Gang-Schaltgetriebe wurde der 1,5-Liter-Selbstzünder der Baureihe OM 607 verbaut. Die Metalliclackierung Canyonbeige wurde durch das aus dem CLA bekannte Nordlichtviolett ersetzt. Fahrzeuge, die mit dem Sport-Paket, dem Exklusiv-Paket oder der Distronic Plus ausgestattet wurden, erhielten seitdem ein farbiges Display im Kombiinstrument. Das Kollisionswarnungssystem Collision Prevention Assist arbeitet nun ab einer Geschwindigkeit von 7 km/h. Neu war auch der B 160 CDI.
Am 22. November 2014 erfolgte die Markteinführung der überarbeiteten B-Klasse („Facelift“). Das Design wurde außen wie innen nur geringfügig verändert. An der Front gab es einen neu gestalteten Stoßfänger, der größere seitliche Lufteinlässe hat als das ursprüngliche Modell. Das LED-Tagfahrlicht wurde aus ebendiesen in die Scheinwerfer verlegt. Der Heckstoßfänger wurde leicht modifiziert und die Endrohrblenden nun in diesen integriert. Die Grafik der Heckleuchten wurde leicht verändert. Alle Motoren, bis auf den B 180 CDI BlueEFFICIENCY Edition, wurden auf die Abgasnorm Euro 6 umgestellt. Neu waren die Modelle B 200 CDI 4MATIC, B 220 CDI 4MATIC und B 250 4MATIC sowie der B 200 CDI mit nunmehr 2,1 Liter Hubraum. Das Ausstattungsprogramm wurde geändert und an das der anderen Kompaktmodelle von Mercedes-Benz angepasst, sodass es neben der Basisversion die Linien Style, Urban und AMG Line gab. Weiterhin angeboten wurden das Licht- und Sicht-Paket, das Night-Paket und das Exklusiv-Paket; es entfielen das Chrom-Paket und das Sport-Paket.

## Technische Daten

### Antriebsvarianten
Zur Markteinführung im November standen vier Motoren zur Auswahl. Dabei handelte es sich um zwei turboaufgeladene Ottomotoren mit Direkteinspritzung und jeweils 1,6 Litern Hubraum und zwei 1,8 Liter große Dieselmotoren mit Common-Rail-Direkteinspritzung der dritten Generation. Die neu entwickelten Ottomotoren (M 270) leisten 90 kW (122 PS) im B 180 und 115 kW (156 PS) im B 200. Die Diesel kommen auf eine Leistung von 80 kW (109 PS) im B 180 CDI und 100 kW (136 PS) im B 200 CDI. Im September 2012 wurde die Motorenpalette um den B 250 mit 155 kW (211 PS) (M 270, jedoch mit 2,0 Litern Hubraum) und im Dezember um den 2,1 Liter großen B 220 CDI mit 125 kW (170 PS) (OM 651) erweitert. Anfang 2013 kam ein Erdgas-Modell auf den Markt. Der B 200 Natural Gas Drive basierte auf dem B 250, wurde jedoch für den Erdgasbetrieb modifiziert. Ein großer und zwei kleinere Erdgasbehälter sind im geteilten doppelten Boden unter der Rücksitzbank angebracht. Zusammen haben sie ein Volumen von 125 Litern, was rund 21 kg Erdgas entspricht. Die Reichweite beträgt 500 km. Für Notfälle ist ein 12-Liter-Benzintank montiert. Im Juni 2013 erschien eine weitere Variante des Vierzylinder-Ottomotors M 270. Der B 220 4MATIC hatte dabei serienmäßig Allradantrieb und eine Leistung von 135 kW (184 PS). Alle B 180 CDI, die mit dem 6-Gang-Schaltgetriebe ausgestattet waren, erhielten fortan den 1,5 Liter großen Dieselmotor der Baureihe OM 607. Mit der Modellpflege erhielt der B 200 CDI ein neues Baumuster und somit 2,1 Liter Hubraum. Alle weiteren Parameter blieben gleich. Neu waren ebenfalls die Allradvarianten B 200 CDI 4MATIC, B 220 CDI 4MATIC sowie B 250 4MATIC. Mit dem B 180 BlueEFFICIENCY Edition kam im März 2015 eine spritsparende Variante des B 180 auf den Markt. Bei diesem Modell wurde die Karosserie strömungsgünstiger geformt und um 15 mm abgesenkt. Ferner ist das Schaltgetriebe in den oberen Gängen länger übersetzt.
Die quer eingebauten Ottomotoren mit Motorblöcken und Zylinderköpfen aus Aluminium haben zwei obenliegende, kettengetriebene Nockenwellen. Das Direkteinspritzsystem mit strahlgeführter Verbrennung wurde weiterentwickelt und kommt beim M 270 in dritter Generation zum Einsatz. Der Systemdruck kann bis zu 200 bar erreichen. Außerdem wurden die Piezo-Injektoren neu entwickelt, um zur besseren Gemischbildung bis zu fünf Einspritzungen pro Arbeitstakt zu ermöglichen. Bis zu einer Geschwindigkeit von 200 km/h muss das Gemisch zur Kühlung des Zylinderkopfs nicht angefettet werden. Zur Kühlung der entsprechenden Motorteile dient ein zweiteiliger Wassermantel sowie drei Millimeter starke Kühlkanäle zwischen Zündkerzen und Injektoren. Das Wärmemanagement des Motors wurde neu entwickelt. Nach dem Start fließt im Kaltbetrieb aufgrund einer schaltbaren Wasserpumpe kein Kühlmittel durch den Motor, wodurch die Brennräume schneller erwärmt werden können. Ein elektronisches Thermostat regelt die Temperatur des Kühlmittels in Abhängigkeit von Fahrweise und Umgebungstemperatur. Der mit einem Hub von 73,7 mm bei einer Bohrung von 83,0 mm kurzhubig ausgelegte Ottomotor hat einen Zylinderabstand von 90 mm.
Bei den ebenfalls quer eingebauten Dieselmotoren (OM 651) wurde der Hub von 99 auf 83 mm verringert und der Hubraum von 2,1 auf nur noch 1,8 l. Nur beim stärksten der Dieselmotoren wurde der Hubraum bei 2,1 Litern belassen. Um den Quereinbau in die B-Klasse zu ermöglichen, mussten der Riementrieb der Nebenaggregate, die Turbolader-Einbaulage und die Luftführung geändert werden. Der Zylinderabstand beträgt 94 mm und die Nockenwellen werden über Stirnräder angetrieben. Um die Reibleistung zu reduzieren, kommen längere Pleuel zum Einsatz, was für geringere Querkräfte sorgt. Um die Reibung zu reduzieren, sind die beiden Lanchester-Ausgleichswellen wälz- statt gleitgelagert. Bei den Dieselmotoren wird ein neu entwickelter Turbolader mit verstellbaren Leitschaufeln in Verbindung mit einem LSI-Krümmer verwendet. Die Gemischbildung erfolgt über Magnetinjektoren in zentraler Brennraumlage. Weiterhin wurde, um die Laufruhe des Motors zu erhöhen, das Zweimassenschwungrad auf hohe Drehmomente bei niedrigen Drehzahlen ausgelegt.

#### Ottomotoren
| Kenngrößen                                  | B 160                                                             | B 180 BlueEFFICIENCY Edition | B 180 (1)                                                       | B 180                                                           | B 200 (1)                                                       | B 200                                                           | B 200 Natural Gas Drive                                         | B 220 4MATIC                            | B 250 (1) (2)                                                   | B 250 4MATIC                            |                          |
| Bauzeitraum                                 | seit 08/2015                                                      | seit 03/2015                 | 11/2011–11/2014                                                 | seit 11/2014                                                    | 11/2011–11/2014                                                 | seit 11/2014                                                    | 01/2013–10/2017                                                 | seit 07/2013                            | seit 05/2012                                                    | seit 11/2014                            |                          |
| Motorkenndaten                              |                                                                   |                              |                                                                 |                                                                 |                                                                 |                                                                 |                                                                 |                                         |                                                                 |                                         |                          |
| Motorbezeichnung *                          | M 270 DE 16 AL red.                                               | M 270 DE 16 AL red.          | M 270 DE 16 AL red.                                             | M 270 DE 16 AL red.                                             | M 270 DE 16 AL                                                  | M 270 DE 16 AL                                                  | M 270 DE 20 AL                                                  | M 270 DE 20 AL                          | M 270 DE 20 AL                                                  | M 270 DE 20 AL                          |                          |
| Motortyp                                    | R4-Ottomotor                                                      | R4-Ottomotor                 | R4-Ottomotor                                                    | R4-Ottomotor                                                    | R4-Ottomotor                                                    | R4-Ottomotor                                                    | R4-Ottomotor, Gas                                               | R4-Ottomotor                            | R4-Ottomotor                                                    | R4-Ottomotor                            |                          |
| Gemischaufbereitung                         | Direkteinspritzung                                                | Direkteinspritzung           | Direkteinspritzung                                              | Direkteinspritzung                                              | Direkteinspritzung                                              | Direkteinspritzung                                              | Direkteinspritzung                                              | Direkteinspritzung                      | Direkteinspritzung                                              | Direkteinspritzung                      |                          |
| Motoraufladung                              | Turbolader                                                        | Turbolader                   | Turbolader                                                      | Turbolader                                                      | Turbolader                                                      | Turbolader                                                      | Turbolader                                                      | Turbolader                              | Turbolader                                                      | Turbolader                              |                          |
| Hubraum                                     | 1595 cm³                                                          | 1595 cm³                     | 1595 cm³                                                        | 1595 cm³                                                        | 1595 cm³                                                        | 1595 cm³                                                        | 1991 cm³                                                        | 1991 cm³                                | 1991 cm³                                                        | 1991 cm³                                |                          |
| max. Leistung                               | 75 kW (102 PS) bei 4500–6000/min                                  | 90 kW (122 PS) bei 5000/min  | 90 kW (122 PS) bei 5000/min                                     | 90 kW (122 PS) bei 5000/min                                     | 115 kW (156 PS) bei 5300/min                                    | 115 kW (156 PS) bei 5300/min                                    | 115 kW (156 PS) bei 5000/min                                    | 135 kW (184 PS) bei 5500/min            | 155 kW (211 PS) bei 5500/min                                    | 155 kW (211 PS) bei 5500/min            |                          |
| max. Drehmoment                             | 180 Nm bei 1200–3500/min                                          | 200 Nm bei 1250–4000/min     | 200 Nm bei 1250–4000/min                                        | 200 Nm bei 1250–4000/min                                        | 250 Nm bei 1250–4000/min                                        | 250 Nm bei 1250–4000/min                                        | 270 Nm bei 1250–4000/min                                        | 300 Nm bei 1250–4000/min                | 350 Nm bei 1250–4000/min                                        | 350 Nm bei 1250–4000/min                | 350 Nm bei 1250–4000/min |
| Kraftübertragung                            |                                                                   |                              |                                                                 |                                                                 |                                                                 |                                                                 |                                                                 |                                         |                                                                 |                                         |                          |
| Antrieb, serienmäßig                        | Vorderradantrieb                                                  | Vorderradantrieb             | Vorderradantrieb                                                | Vorderradantrieb                                                | Vorderradantrieb                                                | Vorderradantrieb                                                | Vorderradantrieb                                                | Allradantrieb                           | Vorderradantrieb                                                | Allradantrieb                           |                          |
| Getriebe, serienmäßig [optional]            | 6-Gang-Schaltgetriebe [ 7-Gang-Doppelkupplungsgetriebe (7G-DCT) ] | 6-Gang-Schaltgetriebe        | 6-Gang-Schaltgetriebe [7-Gang-Doppelkupplungsgetriebe (7G-DCT)] | 6-Gang-Schaltgetriebe [7-Gang-Doppelkupplungsgetriebe (7G-DCT)] | 6-Gang-Schaltgetriebe [7-Gang-Doppelkupplungsgetriebe (7G-DCT)] | 6-Gang-Schaltgetriebe [7-Gang-Doppelkupplungsgetriebe (7G-DCT)] | 6-Gang-Schaltgetriebe [7-Gang-Doppelkupplungsgetriebe (7G-DCT)] | 7-Gang-Doppelkupplungsgetriebe (7G-DCT) | 6-Gang-Schaltgetriebe [7-Gang-Doppelkupplungsgetriebe (7G-DCT)] | 7-Gang-Doppelkupplungsgetriebe (7G-DCT) |                          |
| Messwerte                                   |                                                                   |                              |                                                                 |                                                                 |                                                                 |                                                                 |                                                                 |                                         |                                                                 |                                         |                          |
| Höchstgeschwindigkeit                       | 190 km/h [190 km/h]                                               | 190 km/h                     | 190 km/h [190 km/h]                                             | 200 km/h [200 km/h]                                             | 220 km/h [220 km/h]                                             | 220 km/h [220 km/h]                                             | 200 km/h [200 km/h]                                             | 225 km/h (4)                            | 240 km/h                                                        | 235 km/h                                |                          |
| Beschleunigung, 0–100 km/h                  | 10,7 s [10,6 s]                                                   | 9,3 s                        | 10,4 s [10,2 s]                                                 | 9,3 s [9,2 s]                                                   | 8,6 s [8,4 s]                                                   | 8,6 s [8,4 s]                                                   | 9,2 s [9,1 s]                                                   | 7,5 s                                   | 6,5 s                                                           | 6,5 s                                   |                          |
| Kraftstoffverbrauch auf 100 km (kombiniert) | 5,5–5,6 l Super [5,4–5,6 l Super]                                 | 5,2 l Super                  | 5,9–6,2 l Super [5,9–6,2 l Super]                               | 5,6 l Super [5,4 l Super]                                       | 5,9–6,2 l Super [5,9–6,2 l Super]                               | 5,6 l Super [5,4 l Super]                                       | 4,3–4,4 kg Erdgas [4,2–4,3 kg Erdgas]                           | 6,5–6,7 l Super                         | 6,1–6,3 l Super                                                 | 6,6 l Super                             |                          |
| CO2-Emission (kombiniert)                   | 126–130 g/km [125–130 g/km]                                       | 122 g/km                     | 137–144 g/km [137–145 g/km]                                     | 129 g/km [125 g/km]                                             | 138–144 g/km [138–145 g/km]                                     | 130 g/km [125 g/km]                                             | 117–119 g/km [115–117 g/km]                                     | 151–156 g/km                            | 141–147 g/km                                                    | 154 g/km                                |                          |
| Abgasnorm nach EU-Klassifikation            | Euro 6                                                            | Euro 6                       | Euro 6 (3)                                                      | Euro 6                                                          | Euro 6 (3)                                                      | Euro 6                                                          | Euro 6                                                          | Euro 6                                  | Euro 6 (3)                                                      | Euro 6                                  |                          |

Werte in eckigen Klammern [ ] für Modelle mit Doppelkupplungsgetriebe

#### Dieselmotoren
| Kenngrößen                                  | B 160 CDI                                                             | B 180 CDI                                                             | B 180 CDI BlueEFFICIENCY Edition | B 180 CDI (1)                                                     | B 200 CDI (1)                                                     | B 200 CDI                                                         | B 200 CDI 4MATIC                        | B 220 CDI (1)                           | B 220 CDI                               | B 220 CDI                               | B 220 CDI 4MATIC                        |
| Bauzeitraum                                 | seit 09/2013                                                          | seit 06/2013                                                          | seit 09/2013                     | 11/2011–10/2013                                                   | 11/2011–11/2014                                                   | seit 11/2014                                                      | seit 11/2014                            | 12/2012–02/2014                         | 03/2014–09/2014                         | seit 09/2014                            | seit 09/2014                            |
| Motorkenndaten                              |                                                                       |                                                                       |                                  |                                                                   |                                                                   |                                                                   |                                         |                                         |                                         |                                         |                                         |
| Motorbezeichnung *                          | OM 607 DE 15 LA                                                       | OM 607 DE 15 LA                                                       | OM 607 DE 15 LA                  | OM 651 DE 18 LA red.                                              | OM 651 DE 18 LA                                                   | OM 651 DE 22 LA red.                                              | OM 651 DE 22 LA red.                    | OM 651 DE 22 LA                         | OM 651 DE 22 LA                         | OM 651 DE 22 LA                         | OM 651 DE 22 LA                         |
| Motortyp                                    | R4-Dieselmotor                                                        | R4-Dieselmotor                                                        | R4-Dieselmotor                   | R4-Dieselmotor                                                    | R4-Dieselmotor                                                    | R4-Dieselmotor                                                    | R4-Dieselmotor                          | R4-Dieselmotor                          | R4-Dieselmotor                          | R4-Dieselmotor                          | R4-Dieselmotor                          |
| Gemischaufbereitung                         | Common-Rail-Direkteinspritzung                                        | Common-Rail-Direkteinspritzung                                        | Common-Rail-Direkteinspritzung   | Common-Rail-Direkteinspritzung                                    | Common-Rail-Direkteinspritzung                                    | Common-Rail-Direkteinspritzung                                    | Common-Rail-Direkteinspritzung          | Common-Rail-Direkteinspritzung          | Common-Rail-Direkteinspritzung          | Common-Rail-Direkteinspritzung          | Common-Rail-Direkteinspritzung          |
| Motoraufladung                              | Turbolader                                                            | Turbolader                                                            | Turbolader                       | Turbolader                                                        | Turbolader                                                        | Turbolader                                                        | Turbolader                              | Turbolader                              | Turbolader                              | Turbolader                              | Turbolader                              |
| Hubraum                                     | 1461 cm³                                                              | 1461 cm³                                                              | 1461 cm³                         | 1796 cm³                                                          | 1796 cm³                                                          | 2143 cm³                                                          | 2143 cm³                                | 2143 cm³                                | 2143 cm³                                | 2143 cm³                                | 2143 cm³                                |
| max. Leistung                               | 66 kW (90 PS) bei 2750–4000/min                                       | 80 kW (109 PS) bei 4000/min                                           | 80 kW (109 PS) bei 4000/min      | 80 kW (109 PS) bei 3200–4600/min                                  | 100 kW (136 PS) bei 3600–4400/min                                 | 100 kW (136 PS) bei 3200–4000/min                                 | 100 kW (136 PS) bei 3400–4400/min       | 125 kW (170 PS) bei 3400–4000/min       | 125 kW (170 PS) bei 3400–4000/min       | 130 kW (177 PS) bei 3600–3800/min       | 130 kW (177 PS) bei 3600–3800/min       |
| max. Drehmoment                             | 220 Nm bei 1700–2500/min                                              | 260 Nm bei 1750–2500/min                                              | 260 Nm bei 1750–2500/min         | 250 Nm bei 1400–2800/min                                          | 300 Nm bei 1600–3000/min                                          | 300 Nm bei 1400–3000/min                                          | 300 Nm bei 1400–3000/min                | 350 Nm bei 1400–3400/min                | 350 Nm bei 1400–3400/min                | 350 Nm bei 1400–3400/min                | 350 Nm bei 1400–3400/min                |
| Kraftübertragung                            |                                                                       |                                                                       |                                  |                                                                   |                                                                   |                                                                   |                                         |                                         |                                         |                                         |                                         |
| Antrieb, serienmäßig                        | Vorderradantrieb                                                      | Vorderradantrieb                                                      | Vorderradantrieb                 | Vorderradantrieb                                                  | Vorderradantrieb                                                  | Vorderradantrieb                                                  | Allradantrieb                           | Vorderradantrieb                        | Vorderradantrieb                        | Vorderradantrieb                        | Allradantrieb                           |
| Getriebe, serienmäßig [ optional ]          | 6-Gang-Schaltgetriebe [ 7-Gang-Doppelkupplungsgetriebe (7G-DCT) ] (2) | 6-Gang-Schaltgetriebe [ 7-Gang-Doppelkupplungsgetriebe (7G-DCT) ] (2) | 6-Gang-Schaltgetriebe            | 6-Gang-Schaltgetriebe [ 7-Gang-Doppelkupplungsgetriebe (7G-DCT) ] | 6-Gang-Schaltgetriebe [ 7-Gang-Doppelkupplungsgetriebe (7G-DCT) ] | 6-Gang-Schaltgetriebe [ 7-Gang-Doppelkupplungsgetriebe (7G-DCT) ] | 7-Gang-Doppelkupplungsgetriebe (7G-DCT) | 7-Gang-Doppelkupplungsgetriebe (7G-DCT) | 7-Gang-Doppelkupplungsgetriebe (7G-DCT) | 7-Gang-Doppelkupplungsgetriebe (7G-DCT) | 7-Gang-Doppelkupplungsgetriebe (7G-DCT) |
| Messwerte                                   |                                                                       |                                                                       |                                  |                                                                   |                                                                   |                                                                   |                                         |                                         |                                         |                                         |                                         |
| Höchstgeschwindigkeit                       | 180 km/h [ 180 km/h ]                                                 | 190 km/h [ 190 km/h ]                                                 | 190 km/h                         | 190 km/h [ 190 km/h ]                                             | 210 km/h [ 210 km/h ]                                             | 210 km/h [ 210 km/h ]                                             | 207 km/h                                | 220 km/h                                | 220 km/h                                | 224 km/h                                | 220 km/h                                |
| Beschleunigung, 0–100 km/h                  | 14,0 s [ 14,3 s ]                                                     | 11,6 s [ 11,9 s ]                                                     | 11,6 s                           | 10,9 s [ 10,7 s ]                                                 | 9,5 s [ 9,3 s ]                                                   | 9,9 s [ 9,8 s ]                                                   | 9,8 s                                   | 8,3 s                                   | 8,3 s                                   | 8,3 s                                   | 8,3 s                                   |
| Kraftstoffverbrauch auf 100 km (kombiniert) | 4,1–4,5 l Diesel [ 4,0–4,4 l Diesel ]                                 | 4,1–4,5 l Diesel [ 4,0–4,4 l Diesel ]                                 | 3,6 l Diesel                     | 4,4–4,6 l Diesel [ 4,4–4,7 l Diesel ]                             | 4,4–4,6 l Diesel [ 4,4–4,7 l Diesel ]                             | 4,3 l Diesel [ 4,0 l Diesel ]                                     | 5,0 l Diesel                            | 4,4–4,6 l Diesel                        | 4,1–4,3 l Diesel                        | 4,1–4,3 l Diesel                        | 5,0 l Diesel                            |
| CO2-Emission (kombiniert)                   | 108–117 g/km [ 104–117 g/km ]                                         | 108–117 g/km [ 104–117 g/km ]                                         | 94 g/km                          | 114–121 g/km [ 115–122 g/km ]                                     | 115–121 g/km [ 116–122 g/km ]                                     | 111 g/km [ 104 g/km ]                                             | 130 g/km                                | 114–120 g/km                            | 107–111 g/km                            | 107–111 g/km                            | 130 g/km                                |
| Abgasnorm nach EU-Klassifikation            | Euro 6 (3)                                                            | Euro 6 (3)                                                            | Euro 5                           | Euro 5                                                            | Euro 5                                                            | Euro 6                                                            | Euro 6                                  | Euro 6                                  | Euro 6                                  | Euro 6                                  | Euro 6                                  |

Werte in eckigen Klammern [ ] für Modelle mit Doppelkupplungsgetriebe
* Die Motorbezeichnung ist wie folgt verschlüsselt:
M = Motor (Otto), OM = Ölmotor (Diesel), Baureihe = 3-stellig, DE = Direkteinspritzung, Hubraum = Deziliter (gerundet), A = Abgasturbolader, L = Ladeluftkühlung, LA = wie AL, red. = reduzierte(r) Leistung/Hubraum

#### B 250 e
Ab der 1. Jahreshälfte 2014 produzierte Mercedes die B-Klasse auch mit elektrischem Antriebsstrang als B-Klasse Electric Drive und brachte das Fahrzeug noch im November des gleichen Jahres auf den Markt. Genutzt wurde dabei über eine Kooperation der angepasste vordere Motor des Tesla Model S. Der flüssigkeitsgekühlte Elektromotor leistet 132 kW (180 PS) und 340 Nm Spitzenleistung. Die Dauerleistung gab Mercedes-Benz mit 65 kW an. Der standardmäßige Drehstrom-Lader mit 11 kW lädt die netto 28 kWh fassende Antriebsbatterie in etwa drei Stunden auf. Die Reichweite beträgt im NEFZ etwa 200 km, real eher 100 bis 150. Sie konnte durch ein optional gegen Aufpreis erhältliches „RANGE PLUS-Paket“ um bis zu 30 km erhöht werden, wobei mehr von der Kapazität (rund 3 kWh) des Akkus zur Nutzung freigegeben wird. Abweichend zur Aufladung der Tesla Model S ist weder ein doppelter Bordlader, noch eine Schnelllademöglichkeit (Supercharger) erhältlich. Die elektrische B-Klasse ist daher vom Design her auf Kurzstreckenverkehr beschränkt. Bereits Mitte 2017 wurde der Verkauf in Deutschland eingestellt. Im Car2go-Carsharing konnte der B 250 e in Stuttgart gemietet werden.

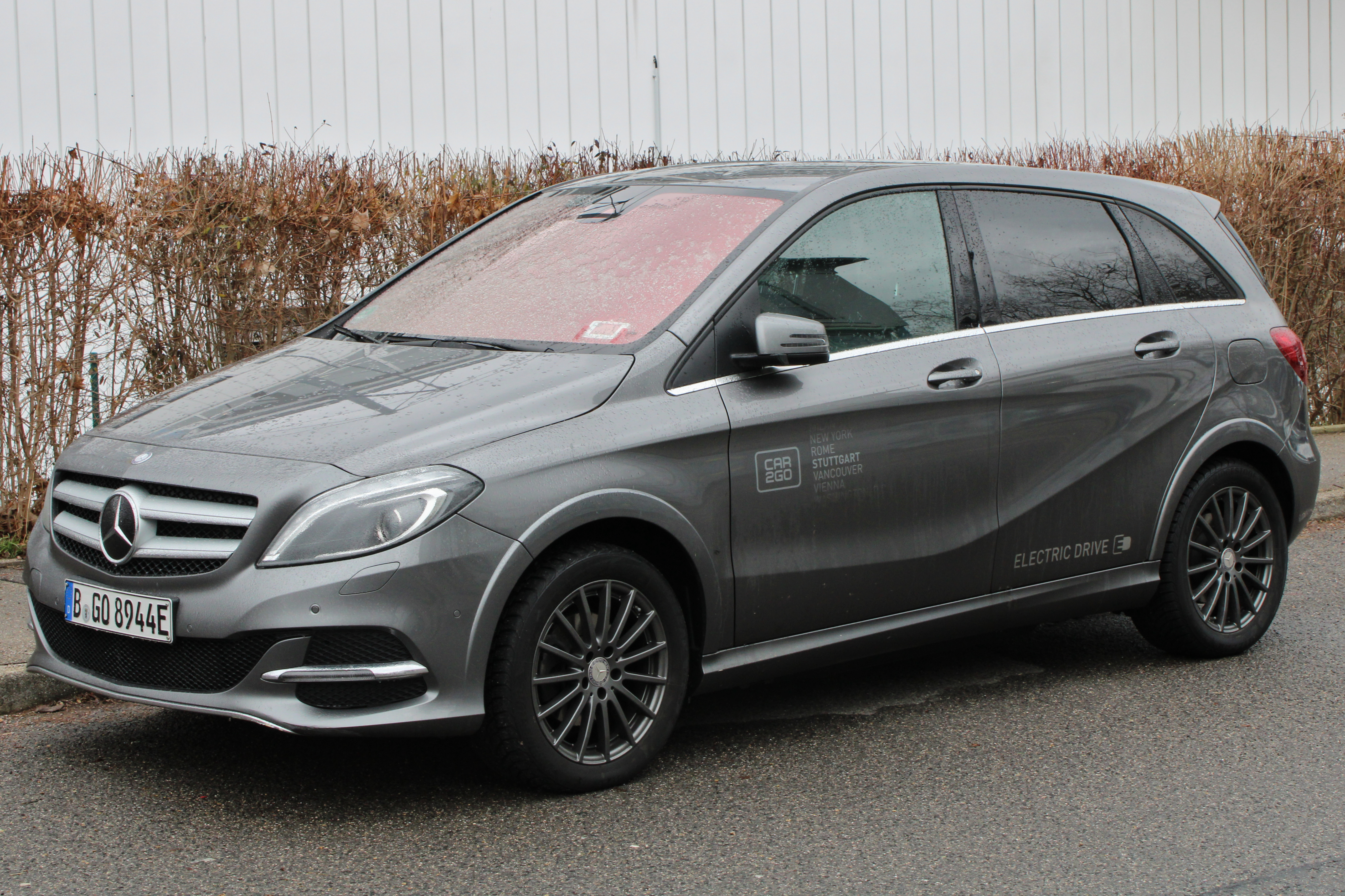
Mercedes-Benz B 250 e von Car2go in Stuttgart
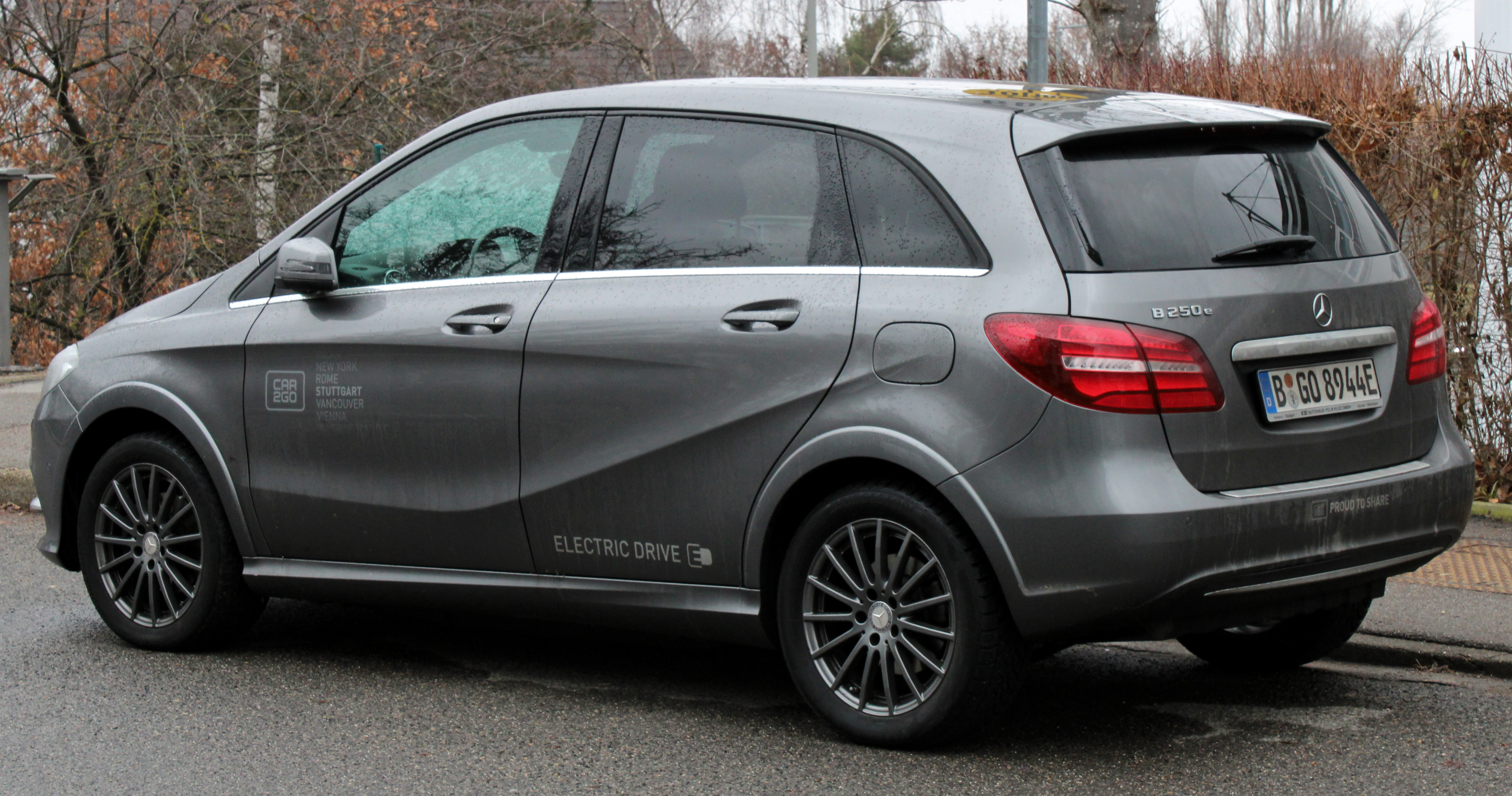
Heckansicht

### Getriebe
Alle Modelle haben Frontantrieb und die Modelle mit Verbrennungsmotor wurden serienmäßig mit einem neu entwickelten Sechsgang-Schaltgetriebe ausgestattet. Der jeweils stärkste Otto- sowie Dieselmotor sind serienmäßig an das 7G-DCT gekoppelt. Das 345 mm lange und 46 kg schwere Dreiwellengetriebe hat einen Magneten auf der Schaltwelle, der durch einen Hallsensor erfasst wird, so dass die Leerlaufstellung erkannt und die Start-Stopp-Funktion ermöglicht wird. Um eine drehzahlsenkende Fahrweise zu begünstigen und um beim Anfahren mit vollbeladenem Fahrzeug und Anhänger bis zu einem Gesamtgewicht von 3,4 Tonnen genügend Zugkraft zu haben, beträgt die Spreizung, also die Entfernung des niedrigsten und des höchsten Ganges, 6,7. Die Kupplung wird hydraulisch betätigt und die Gänge über Seilzüge geschaltet. Die oben liegende Abtriebswelle mit den Gängen drei und vier sowie dem Rückwärtsgang läuft nicht in Öl, so dass das Schleppmoment reduziert wird, was den Schaltkomfort bei niedrigen Temperaturen erhöhen soll. Parallel dazu verfügen die ersten beiden Gänge über eine Dreifachkonus-, die folgenden Gänge über eine Doppelkonus-Synchronisierung. Um die Schaltkräfte zu reduzieren, sind die Aluguss-Schaltgabeln auf den Schaltstangen wälzgelagert.
Auf Wunsch war auch das neu entwickelte Siebengang-Doppelkupplungsgetriebe (DKG) 7G-DCT lieferbar. Dabei handelt es sich um ein automatisiertes Dreiwellen-Schaltgetriebe aus zwei Teilgetrieben mit jeweils eigener Kupplung. Sowohl die Betätigung der Kupplung als auch der Gangwechsel erfolgt vollautomatisch und ohne Zugkraftunterbrechung. Die Spreizung beträgt 7,99, so dass beim Anfahren am Berg eine kurze Übersetzung möglich ist und trotzdem bei Konstantfahrten mit höherer Geschwindigkeit die Drehzahl gesenkt werden kann. Das DKG erreicht die Effizienz eines gewöhnlichen Schaltgetriebes. Das 367 mm lange und 86 kg schwere 7G-DCT hat zwei im Ölbad laufende, „nasse“ Lamellenkupplungen. Das Hydrauliköl wird aktiv gekühlt, die Füllmenge beträgt sechs Liter. Das Getriebe wird über eine mechanische und eine elektrische Ölpumpe mit Öl versorgt, was es bei einem DKG bisher noch nicht gab. Wird der Motor durch die Start-Stopp-Funktion abgeschaltet, wird der Öldruck über die elektrische Pumpe aufrechterhalten, damit das Getriebe beim erneuten Start des Motors direkt betriebsbereit ist, um Verzögerungen beim Anfahren zu vermeiden. Darüber hinaus kann die mechanische Pumpe bei Spitzenlasten durch die elektrische unterstützt werden. Die elektrische Ansteuerung der Hydraulik für die Parksperre, die mechanisch verriegelt wird, ist ebenfalls neu, so dass die Position des Getriebewählhebels ausgewählt werden konnte und sich dieser nun rechts hinter dem Lenkrad befindet.
Das Siebengang-DKG bietet die Möglichkeit, zwischen drei Schaltprogrammen auszuwählen: Das Schaltprogramm Economy schaltet die Gänge automatisch und der Gangwechsel erfolgt bei niedrigen Drehzahlen, das heißt die Gänge werden früh gewechselt. Das zweite Programm Sport schaltet auch automatisch; hier sind die Schaltvorgänge jedoch verkürzt. Als drittes Schaltprogramm steht Manuell zur Auswahl. Hier werden die Gänge manuell über Schaltpaddel an der Lenksäule gewechselt. Auch bei den anderen beiden Schaltprogrammen besteht jederzeit die Möglichkeit, die Gänge manuell zu wechseln. Wenn innerhalb der nächsten zehn Sekunden keine weiteren manuellen Eingriffe stattfinden, wird wieder im ausgewählten Programm geschaltet.

### Lenkung
Die zweite Generation der B-Klasse hat eine elektromechanische Lenkung. Der Elektromotor der Servounterstützung ist am Lenkgetriebe angebracht; hierbei wird nur Energie benötigt, wenn auch gelenkt wird.
In Kombination mit dem Sportpaket kommt die aus dem CLS bekannte elektromechanische Direktlenkung, deren Lenkübersetzung über den Lenkwinkel direkter wird, zum Einsatz; hier befinden sich das Lenkgetriebe und der Servomotor in einer Einheit auf einem vor der Radmittenachse montierten Integralträger. Durch den Einsatz der elektronischen Servolenkung können verschiedene, vom ESP-Steuergerät ausgelöste Lenkassistenz-Funktionen ermöglicht werden. So können beim Übersteuern des Wagens Gegenimpulse, beim Bremsen auf µ-Split Lenkkorrekturen und die Kompensation von Seitenwind und Straßenneigung erfolgen. Als wichtigste Neuerung ermöglicht diese elektromechanische Lenkung den Einsatz des aktiven Parkassistenten. Der Wendekreis beträgt knapp unter elf Meter.

### Fahrwerk
Die Vorderräder sind einzeln an geschmiedeten Aluminiumführungslenkern und MacPherson-Federbeinen aufgehängt, hinten ist eine Vierlenkerachse eingebaut. Bei der Vierlenker-Hinterachse nehmen drei Quer- und ein Längslenker pro Rad die Kräfte auf, so dass Längs- und Querdynamik unabhängig voneinander abgestimmt werden können. Radträger und Federlenker sind aus Aluminium hergestellt. Dies dient zur Reduzierung der ungefederten Massen. Die sogenannte Torque Vectoring Brake, ein Bremssystem, das einseitige Bremseingriffe am kurveninneren Hinterrad vornimmt, um ein Untersteuern zu verhindern, soll den Fahrer unterstützen.

### Bremsen
Alle Modelle der B-Klasse haben Scheibenbremsen rundum. Sowohl die Faustsättel an der Hinterachse als auch der Bremskraftverstärker bestehen aus Aluminium. Erstmals gibt es in einem Fahrzeug der Kompaktklasse die Hold-Funktion, die es bei einem längeren Halt ermöglicht, den Fuß vom Bremspedal zu nehmen, nachdem dieses etwas tiefer als gewöhnlich durchgedrückt worden ist. Beim Wiederanfahren wird die Bremse automatisch gelöst. Darüber hinaus ist die B-Klasse mit einer elektrischen Parkbremse ausgestattet. Dabei wirken Stellmotoren auf die Faustsättel an der Hinterachse. Diese Bremse wird über einen Knopf bedient und somit entfällt der Handbremshebel. Beim ADAC-Bremstest erreichte sie mit einem Bremsweg von 33,6 m aus 100 km/h einen Spitzenwert.

### Karosserie
Die zweite Generation der B-Klasse wurde neun Zentimeter länger und einen Zentimeter breiter, dafür jedoch vier Zentimeter flacher mit dem Ziel, die Karosserie strömungsgünstig zu gestalten, um das Fahrzeug effizienter zu machen. Der Luftwiderstandsbeiwert ({\displaystyle c_{w}}) beträgt 0,26. Um einen solchen Wert zu erreichen, sind die Außenspiegelgehäuse aerodynamisch optimiert und auf dünne Stege gesetzt worden. Weiterhin ist der gesamte Bereich der Frontschürze abgedichtet worden; so sind beispielsweise auf den Scheinwerfern spezielle Dichtungen aufgebracht und die Abrisskante am Heck ist so gestaltet, dass sie einen definierten Strömungsabriss ermöglicht. Eine weitere Neuerung sind die Radspoiler vorne und hinten, mit deren Hilfe der Wind das Radhaus seitlich besser umströmen kann. Außerdem ist der Unterboden bis zum hinteren Radlauf verkleidet, anschließend folgt der Hinterachsträger mit einer eigenen Verkleidung. Bereits aus anderen Modellen bekannt ist die verstellbare Kühlerjalousie, die es ermöglicht, den Luftstrom durch das Kühlmodul des Motors beziehungsweise durch den Motorraum hindurch stufenlos zu regeln. Sobald keine Kühlung notwendig ist, wird die Jalousie geschlossen.
Ursprünglich sollte einige Monate nach der Markteinführung ein Eco-Technologie-Paket erscheinen, das eine abgesenkte Karosserie, eine Fugendichtung an der Heckscheibe und die Verkleidung von Fahrwerkskomponenten an der Hinterachse mit sich bringt. Damit hätten die Modelle der B-Klasse den Luftwiderstandsbeiwert 0,24 erreicht.
Durch die Vergrößerung der Karosserie wuchs die Kniefreiheit im Fond auf knapp 87 cm, was selbst das Platzangebot in der S-Klasse übertrifft. Der Kofferraum fasst im Normalzustand 488 l; wird die Rückbank nach vorne verschoben, sind es 666 l. Wird die Rückbank umgeklappt, erreicht der W 246 ein maximales Ladevolumen von 1545 l.

### Sicherheit
Die neue B-Klasse sollte die Pionierrolle in Sachen Sicherheit übernehmen. So erhielt der W 246 das radargestützte Kollisionswarnungssystem Collision Prevention Assist, das den Fahrer bei zu geringen Abständen zum vorausfahrenden Fahrzeug warnt und bei einer gegebenenfalls nachfolgenden Bremsung unterstützt, und den adaptiven Bremsassistenten BAS Plus serienmäßig. Dieses System warnt den Fahrer zuallererst sowohl optisch als auch akustisch vor Hindernissen und bereitet den Bremsassistenten auf eine punktgenaue Vollbremsung vor. Sobald der Fahrer das Bremspedal betätigt, wird dies ausgeführt und der Fahrer unterstützt. Das radargestützte System erkennt einen zu geringen Abstand zu vorausfahrenden Fahrzeugen im Geschwindigkeitsbereich zwischen 7 und 250 km/h (zwischen 30 und 250 km/h bei bis Mai 2013 produzierten Fahrzeugen), einen sich verringernden Abstand und stehende Hindernisse. Darüber hinaus wird die Bremskraft, die benötigt wird, um einen Aufprall noch zu vermeiden, berechnet, sobald eine drohende Kollisionsgefahr erkannt wird. Auch kann sich das System an Situationsveränderungen anpassen, so wird die Bremskraft geringer, sobald das vordere Fahrzeug wieder beschleunigt; bei noch geringer werdendem Abstand wird die Bremskraft erhöht.
Das vorbeugende Pre-Safe-System trifft bei einem drohenden Unfall Schutzmaßnahmen. Steht ein Unfall bevor, werden Gurte gestraft, Sitze aufrecht gestellt, die Fenster und das Schiebedach geschlossen sowie die Ausfaltung der Airbags vorbereitet.
Der Abstandsregeltempomat Distronic Plus war optional erhältlich.

## Absatz
Seit dem Marktstart im November 2011 bis Juni 2012 wurden europaweit rund 70.000 Fahrzeuge ausgeliefert. Zwischen Januar und August 2012 waren insgesamt 92.440 Einheiten ausgeliefert worden. Mit 100.000 Bestellungen Anfang März 2012 hatte der W 246 die erwartete Nachfrage übertroffen, so dass die Produktion ausgeweitet wurde. Ab dem 29. März 2012 wurde die B-Klasse neben Rastatt zusätzlich auch im ungarischen Werk Kecskemét gebaut. Ferner kamen laut Mercedes-Benz über 30 % der Kunden von Fremdmarken.
Im ersten vollen Verkaufsjahr 2012 wurden weltweit 145.649 Einheiten abgesetzt, was dem höchsten Wert seit Erscheinen der B-Klasse im Jahr 2005 entspricht. In Deutschland wurden in ebendiesem Zeitraum 59.420 Fahrzeuge der Baureihe 246 neu zugelassen, womit diese 2012 die meisten Neuzulassungen im gesamten Van-Segment verzeichnen konnte.
Bis Ende 2013 entschieden sich je rund 30 % für den B 180 respektive B 180 CDI. Die Hälfte aller bis dahin ausgelieferten Fahrzeuge war außerdem mit einem Navigationssystem ausgerüstet.